# Liste der Kulturdenkmale in Chemnitz-Schloßchemnitz, A–L
In der Liste der Kulturdenkmale in Chemnitz-Schloßchemnitz, A–L sind die Kulturdenkmale des Chemnitzer Stadtteils Schloßchemnitz verzeichnet, die bis September 2024 vom Landesamt für Denkmalpflege Sachsen erfasst wurden (ohne archäologische Kulturdenkmale) und deren Anschrift mit den entsprechenden Anfangsbuchstaben beginnt. Die Anmerkungen sind zu beachten.
Diese Aufzählung ist eine Teilmenge der Liste der Kulturdenkmale in Chemnitz.

## Liste der Kulturdenkmale in Chemnitz-Schloßchemnitz
| Bild                                    | Bezeichnung | Lage                                                                               | Datierung                                                                                                 | Beschreibung | ID       |
| --------------------------------------- | --- | ---------------------------------------------------------------------------------- | --- | --- | -------- |
|                                         | Denkmalschutzgebiet Chemnitz Brühl-Nordviertel (Vorschlag) | (Schloßchemnitz) (Karte)                                                           | 19. Jahrhundert                                                                                           | Erstreckt sich auch auf Teile von Chemnitz-Zentrum | 09247518 |
| Weitere Bilder                          | Zwei Gebäude einer ehemaligen Brauerei, eines vermutlich zu Verwaltungszwecken, das andere als Wohnhaus genutzt, sowie ehemalige Malzkeller und Einfriedung des Geländes an der Salzstraße                         | Abteiweg 1 (Salzstraße) (Karte)                                                    | Ende 19. Jahrhundert                                                                                      | Anspruchsvoll gestaltete Teile eines ehemals umfangreichen Produktionskomplexes, weitestgehend original erhalten, ortsgeschichtliche Bedeutung | 09204195 |
|                                         | Mietshaus in geschlossener Bebauung in Ecklage mit Vorgarten zur Ottostraße | Agnesstraße 1 (Karte)                                                              | 1898 | Schlichter gründerzeitlicher Etagenwohnbau mit zahlreichen, gut erhaltenen Baudetails, baugeschichtlich und städtebaulich von Bedeutung | 09244977 |
|                                         | Mietshaus in geschlossener Bebauung | Agnesstraße 2 (Karte)                                                              | 1899 | Typisches gründerzeitliches Etagenwohnhaus mit qualitätvoller Fassadengestaltung, in gutem Erhaltungszustand, baugeschichtlich und städtebaulich von Bedeutung | 09244974 |
|                                         | Mietshaus in geschlossener Bebauung; | Agnesstraße 3 (Karte)                                                              | 1899 | Typisches gründerzeitliches Etagenwohnhaus mit qualitätvoller Fassadengestaltung, baugeschichtlich und städtebaulich von Bedeutung | 09244971 |
|                                         | Mietshaus in geschlossener Bebauung | Agnesstraße 4 (Karte)                                                              | 1903 | Schlichter Etagenwohnbau, typisch für die Mietsarchitektur des späten Historismus, weitgehend original, baugeschichtlich und städtebaulich von Bedeutung | 09244975 |
|                                         | Mietshaus in geschlossener Bebauung | Agnesstraße 5 (Karte)                                                              | 1900 | Typische gründerzeitliche Wohnarchitektur mit qualitätvoller Fassadengestaltung, weitgehend original, baugeschichtlich und städtebaulich von Bedeutung | 09244972 |
| Weitere Bilder                          | Mietshaus in geschlossener Bebauung konzipiert | Agnesstraße 6 (Karte)                                                              | 1903 | Einfacher gründerzeitlicher Mietsbau, Fassadengestaltung mit mittelalterlichen Formzitaten, in gutem Zustand, baugeschichtlich und städtebaulich von Bedeutung | 09244976 |
|                                         | Mietshaus in geschlossener Bebauung konzipiert | Agnesstraße 7 (Karte)                                                              | 1899 | Typisches gründerzeitliches Etagenwohnhaus mit qualitätvoller Fassadengestaltung, baugeschichtlich und städtebaulich von Bedeutung | 09244973 |
| Weitere Bilder                          | Schule mit Vorgarten und rückwärtiger Turnhalle, zusammengehörig mit Schulgebäude Josephinenplatz 9 (Berufliches Schulzentrum für Gesundheit und Sozialwesen, ehemalige Josephinen-Schule und VIII. Bezirksschule) | Agnesstraße 11 (Karte)                                                             | 1890–1896                                                                                                 | Anspruchsvoll gestalteter öffentlicher Gründerzeitbau, beherrschend im Straßenbild, in gutem Erhaltungszustand, baugeschichtlich und ortsgeschichtlich von Bedeutung | 09244970 |
|                                         | Mietshaus in halboffener Bebauung | Agnesstraße 14 (Karte)                                                             | 1908 | Einfacher Etagenwohnbau mit interessanten gestalterischen Details, baugeschichtlich und städtebaulich von Bedeutung | 09244969 |
|                                         | Mietshaus in geschlossener Bebauung | Agnesstraße 16 (Karte)                                                             | Laut Bauakte 1908                                                                                         | Einfacher Etagenwohnbau mit eigenwilligen gestalterischen Details, baugeschichtlich und städtebaulich von Bedeutung | 09244968 |
|                                         | Mietshaus in geschlossener Bebauung mit Vorgarten | Altendorfer Straße 5 (Karte)                                                       | 1912 | Schlichter Mietsbau mit klar strukturierter Fassade, zurückhaltend dekoriert, Teil einer geschlossen erhaltenen Gründerzeitzeile, baugeschichtlich und städtebaulich von Bedeutung | 09204099 |
|                                         | Mietshaus in geschlossener Bebauung mit Vorgarten | Altendorfer Straße 7 (Karte)                                                       | 1912 | Schlichter Mietsbau mit plastisch durchgliederter Fassade und differenziertem Dekor, Teil einer geschlossen erhaltenen Gründerzeitzeile, baugeschichtlich von Bedeutung | 09204094 |
|                                         | Mietshaus in geschlossener Bebauung mit Vorgarten | Altendorfer Straße 8 (Karte)                                                       | 1914 | Qualitätvoller Mietsbau mit markanter plastischer Massengliederung durch Vorbau, Standerker, Dacherker, Kachelschmuck und Deckenstuck im Vestibül, baugeschichtlich von Bedeutung | 09204165 |
|                                         | Mietshaus in geschlossener Bebauung mit Vorgarten | Altendorfer Straße 9 (Karte)                                                       | 1911 | Einfacher Mietsbau in Klinkermischbauweise mit klar strukturierter Fassade, Teil einer geschlossen erhaltenen Gründerzeitzeile, baugeschichtlich von Bedeutung | 09204095 |
|                                         | Mietshaus in ehemals geschlossener Bebauung, mit Vorgarten und Einfriedungsmauer | Altendorfer Straße 10 (Karte)                                                      | 1913 | Anspruchsvoll gestalteter Mietsbau mit straffer, vertikal akzentuierter Putzgliederung, markanter, turmartig akzentuierter Standerker, Originaltür, Kachelverkleidung im Vestibül, Deckenstuck, baugeschichtlich von Bedeutung | 09204166 |
|                                         | Mietshaus in ehemals geschlossener Bebauung mit Vorgarten | Altendorfer Straße 11 (Karte)                                                      | 1889 | Qualitätvoller Mietsbau mit klar strukturierter palazzoartiger Fassade und fein nuanciertem Dekor in klassizisierenden Formen, baugeschichtlich von Bedeutung | 09204206 |
|                                         | Mietshaus in geschlossener Bebauung mit Vorgarten | Altendorfer Straße 12 (Karte)                                                      | 1913 | Qualitätvoller Mietsbau mit repräsentativer Fassade, im Reformstil der Zeit um 1910, baugeschichtlich von Bedeutung | 09204204 |
|                                         | Mietshaus in geschlossener Bebauung mit Vorgarten | Altendorfer Straße 13 (Karte)                                                      | 1890 | Anspruchsvoll gestalteter Mietsbau, mittenbetonte Fassade, qualitätvolles Dekorsystem in Neorenaissanceformen, baugeschichtlich von Bedeutung | 09204207 |
|                                         | Mietshaus in geschlossener Bebauung mit Vorgarten | Altendorfer Straße 14 (Karte)                                                      | 1913 | Qualitätvoller Mietsbau mit differenzierter Putzgliederung im Erdgeschoss, Anklänge an geometrischen Jugendstil, baugeschichtlich von Bedeutung | 09204199 |
|                                         | Mietshaus in geschlossener Bebauung mit Vorgarten | Altendorfer Straße 18 (Karte)                                                      | 1896 | Zeittypischer Mietsbau, ausgewogene gründerzeitliche Fassadengliederung, baugeschichtlich von Bedeutung | 09204198 |
|                                         | Mietshaus in geschlossener Bebauung mit Vorgarten | Altendorfer Straße 20 (Karte)                                                      | 1907 | Zeittypischer Mietsbau, weitestgehend original, sparsamer Deckenstuck im Vestibül, baugeschichtlich von Bedeutung | 09204197 |
|                                         | Mietshaus in geschlossener Bebauung mit Vorgarten | Altendorfer Straße 22 (Karte)                                                      | 1907 | Zeittypischer Mietsbau, weitestgehend original, sparsamer Deckenstuck im Vestibül, baugeschichtlich von Bedeutung | 09204202 |
|                                         | Mietshaus in offener Bebauung mit Vorgarten und Einfriedung | Altendorfer Straße 44 (Karte)                                                      | Bezeichnet mit 1907                                                                                       | Qualitätvoller Mietsbau, symmetrische Fassadengliederung und markanter Dacherker, weitestgehend unverändert, baugeschichtlich von Bedeutung | 09204196 |
|                                         | Mietshaus in offener Bebauung mit Vorgarten | Altendorfer Straße 46 (Karte)                                                      | 1910 | Repräsentativer Putzbau in gutem Originalzustand, baugeschichtlich von Bedeutung | 09205973 |
|                                         | Mietshaus in geschlossener Bebauung konzipiert | Arthur-Bretschneider-Straße 4 (Karte)                                              | 1909 | Zeittypischer Mietsbau mit ländlichen Formmotiven, baugeschichtlich von Bedeutung | 09204021 |
|                                         | Mietshaus in geschlossener Bebauung | Arthur-Bretschneider-Straße 22 (Karte)                                             | 1908 | Qualitätvoller gründerzeitlicher Mietsbau, baugeschichtlich von Bedeutung | 09204201 |
| Weitere Bilder                          | Mietshaus in geschlossener Bebauung konzipiert, mit Resten des Vorgartens | August-Bebel-Straße 7 (Karte)                                                      | Ende 19. Jahrhundert                                                                                      | Gründerzeitliche, vielseitige Ziegel-Sandsteinfassade mit gestalterischer Betonung der Mittelachse durch straßenbildprägenden Erker, baugeschichtlich von Bedeutung | 09244604 |
| Weitere Bilder                          | Mietshaus in geschlossener Bebauung konzipiert, mit Vorgarten | August-Bebel-Straße 11 (Karte)                                                     | Um 1900                                                                                                   | Qualitätvolle, gut proportionierte gründerzeitliche Mietsarchitektur, weitgehend original, baugeschichtlich von Bedeutung | 09244765 |
| Weitere Bilder                          | Gewerbebau in geschlossener Bebauung, mit Seitenflügel im Hof (ehemals Maschinenfabrik Bernhard Escher) | August-Bebel-Straße 13 (Karte)                                                     | Bezeichnet mit 1900                                                                                       | Anspruchsvoll gestaltetes Gebäude von bemerkenswerter Qualität, gründerzeitliche Klinkerfassade in gutem Zustand, baugeschichtlich von Bedeutung | 09244764 |
|                                         | Viertelmeilenstein im Schloßteichpark | Bergstraße (Karte)                                                                 | Bezeichnet mit 1723                                                                                       | Kursächsische Postmeilensäule (Sachgesamtheit); am Rand des Schloßteichparks an der Ecke Hartmannstraße/Bergstraße eine Postmeilensäule von 1723, verkehrsgeschichtlich von Bedeutung. Der Viertelmeilenstein mit der Reihennummer 33 aus Hilbersdorfer Porphyrtuff steht am Rand des Schloßteichparks an der Ecke Hartmannstraße/Bergstraße in Form eines hoch rechteckigen Steins mit angeschrägtem Fuß auf kleinem Rechtecksockel mit prismatisch gebrochener Pyramidenbekrönung. Im Blendfeld der Vorderseite sind das vergoldete Monogramm „AR“, ein goldenes Posthorn und die schwarz angelegte Jahreszahl 1723 aufgebracht. 1968–1977 wurde der Stein durch die PGH Bauhütte (Karl-Marx-Stadt/Chemnitz) sowie nach 1983 restauriert. | 09302669 |
|                                         | Mietshaus in ehemals geschlossener Bebauung mit Laden | Bergstraße 8 (Karte)                                                               | 1889 | anspruchsvoll gestalteter Mietsbau, straffe Fassadengliederung in Neorenaissanceformen, baugeschichtlich von Bedeutung | 09204056 |
|                                         | Mietshaus in geschlossener Bebauung in Ecklage | Bergstraße 17a (Karte)                                                             | 1889 | Stattlicher Eckbau mit lagebetonter Fassadengliederung, reiches Dekorsystem, Endpunkt einer geschlossen erhaltenen Gründerzeitzeile, städtebaulich bedeutsam als Randbebauung der Grünanlage am Schloßteich | 09204069 |
|                                         | Mietshaus in geschlossener Bebauung | Bergstraße 19 (Karte)                                                              | 1885 | Qualitätvoller Mietsbau mit reichem Fassadendekor, Teil einer geschlossen erhaltenen Gründerzeitzeile, baugeschichtlich von Bedeutung | 09204068 |
|                                         | Mietshaus in geschlossener Bebauung | Bergstraße 21 (Karte)                                                              | 1885 | Qualitätvoller Mietsbau mit symmetrisch gegliederter Fassade und zurückhaltendem Dekorsystem, Teil einer geschlossen erhaltenen Gründerzeitzeile, baugeschichtlich von Bedeutung | 09204067 |
|                                         | Mietshaus in geschlossener Bebauung | Bergstraße 23 (Karte)                                                              | 1886 | Mit Laden, schlichter Mietsbau mit symmetrischer Fassadengliederung und zurückhaltendem Dekor, originale Ladenfassade, Teil einer geschlossen erhaltenen Gründerzeitzeile, baugeschichtlich von Bedeutung | 09204066 |
|                                         | Doppelmietshaus in geschlossener Bebauung | Bergstraße 25, 27 (Karte)                                                          | 1885 | Mächtiges Doppelmietshaus mit symmetrischer Fassadengliederung und zurückhaltendem, aber differenziertem Dekor, baugeschichtlich von Bedeutung | 09204005 |
|                                         | Mietshaus in geschlossener Bebauung | Bergstraße 29 (Karte)                                                              | 1886 | Schlichter Bau mit zurückhaltendem Fassadenschmuck, wertvoll vor allem als Teil einer geschlossenen Gründerzeitzeile, baugeschichtlich von Bedeutung | 09204004 |
|                                         | Mietshaus in geschlossener Bebauung | Bergstraße 31 (Karte)                                                              | 1884 | Qualitätvoller Mietsbau mit repräsentativ gestalteter Historismus-Fassade, Teil einer nahezu geschlossen erhaltenen Gründerzeitzeile, baugeschichtlich von Bedeutung | 09204003 |
|                                         | Mietshaus in ehemals geschlossener Bebauung in Ecklage, mit Läden | Bergstraße 42 (Karte)                                                              | 1890 | Repräsentativer Eckbau mit ausgewogener Fassadengliederung und fein differenziertem Dekorsystem, Anklänge an italienische Renaissancepalazzi, baugeschichtlich von Bedeutung | 09204089 |
|                                         | Mietshaus in geschlossener Bebauung in Ecklage | Bergstraße 44 (Karte)                                                              | 1893 | Mit Laden, qualitätvoller Mietsbau mit markanter Eckgestaltung, zurückhaltender Dekor mit starkem Akzent auf Ziegelornamentik, baugeschichtlich von Bedeutung | 09204091 |
| Direkt Bild zu diesem Denkmal hochladen | Mietshaus in geschlossener Bebauung | Bergstraße 68 (Karte)                                                              | 1888 | Putzbau, Teil einer nahezu vollständig erhaltenen Blockrandbebauung der 1880er Jahre, bau- und stadtentwicklungsgeschichtlich von Bedeutung. Das Mietshaus in geschlossener Bebauung befindet sich im Westen des Chemnitzer Ortsteils Schloßchemnitz, der am 1. Oktober 1880 eingemeindet wurde. Mit der fortschreitenden Industrialisierung wurde das ländliche Erscheinungsbild an den alten Handelsstraßen „Salzstraße“ und „Leipziger Straße“ nach und nach durch gründerzeitliche Wohnquartiere verdrängt. In den historischen Adressbüchern wird 1888 die Bergstraße 68 ein erstes Mal genannt. Bauherr war F. R. Aurich, ein in der Nähe wohnender Bäcker, der die entstehenden Wohnungen an Arbeiter bzw. Handwerker und das Hintergebäude an einen Eisendreher vermietete. Die regelmäßige historistische Fassadengestaltung des viergeschossigen Mietshauses folgte einem bauzeitlich vielfach verwendeten Typus. Sie kennzeichnet im ersten und zweiten Obergeschoss Fenstergewände in Formen der Neorenaissance aus regionaltypischem Hilbersdorfer Porphyrtuff. Während die mittleren Fensterachsen in beiden Geschossen gerade Bedachungen aufweisen, werden die beiden äußeren Achsen des ersten Obergeschosses durch Dreiecks- und die des zweiten Obergeschosses durch Segmentbogenbedachungen betont. Ein Gurtgesims über der Erdgeschosszone unterstreicht die horizontale Gliederung. Über dem Traufgesims erhebt sich ein flaches Satteldach mit mittigem Zwerchhaus, das von zwei stehenden Gaupen begleitet wird. In den 1980er Jahren wurde das Gebäude saniert und verschiedene Veränderungen vorgenommen, u.a. Glätten der Fassade in der Erdgeschosszone und Einbau moderner Holzfenster. Im Innern des Gebäudes haben sich das bauzeitliche Treppenhaus mit Terrazzostufen, Wohnungseingangs- und Zimmertüren sowie eine Kochmaschine erhalten, an der Gebäuderückseite ein originales Holztor. Als Teil einer nahezu vollständig erhaltenen Blockrandbebauung der 1880er Jahre, die unter Denkmalschutz steht, besitzt das Mietshaus Bergstraße 68 neben seiner baugeschichtlichen Bedeutung einen stadtentwicklungsgeschichtlichen Wert. | 09307403 |
|                                         | Mietshaus in geschlossener Bebauung | Bergstraße 52 (Karte)                                                              | 1888 | Qualitätvoller Mietsbau, ausgewogene, mittenbetonte Fassadengliederung mit feinen Porphyrdetails, baugeschichtlich von Bedeutung | 09204155 |
|                                         | Mietshaus in ehemals geschlossener Bebauung | Bergstraße 54 (Karte)                                                              | Nachträglich bezeichnet mit 1891                                                                          | Baugeschichtlich von Bedeutung, einfacher, aber qualitätvoller Mietsbau, mittenbetonte Fassadengliederung mit Dacherker | 09302934 |
|                                         | Mietshaus in geschlossener Bebauung in Ecklage mit Läden | Bergstraße 58 (Karte)                                                              | 1901 | Repräsentativer Eckbau mit ausgewogener Fassadengliederung, geprägt durch gleichförmige Fensterreihung, fein durchgestaltete Dachzone mit Fernwirkung auf die ansteigende Straße, baugeschichtlich von Bedeutung | 09204088 |
|                                         | Mietshaus in geschlossener Bebauung | Bergstraße 60 (Karte)                                                              | 1888 | Schlichter Mietsbau mit zurückhaltender, aber qualitätvoll dekorierter Fassade in Neorenaissanceformen, baugeschichtlich von Bedeutung | 09204087 |
|                                         | Mietshaus in geschlossener Bebauung | Bergstraße 62 (Karte)                                                              | 1887 | Mit Laden, schlichter Mietsbau mit mittenbetonter Gliederung, zurückhaltend dekoriert, weitgehend originale Ladenfassade, baugeschichtlich von Bedeutung | 09204086 |
|                                         | Mietshaus in geschlossener Bebauung | Bergstraße 64 (Karte)                                                              | 1891 | Qualitätvoller Mietsbau mit symmetrischer, mittenbetonter Fassadengliederung, differenziertes Dekorsystem, baugeschichtlich von Bedeutung | 09204085 |
|                                         | Mietshaus in geschlossener Bebauung | Bergstraße 66 (Karte)                                                              | 1889 | Schlichter Mietsbau mit symmetrischer, mittenbetonter Fassadengliederung, qualitätvolles Dekorsystem, baugeschichtlich von Bedeutung | 09204084 |
|                                         | Mietshaus in geschlossener Bebauung | Bergstraße 69 (Karte)                                                              | 1888 | Qualitätvoller Mietsbau mit zeittypisch gegliederter und dekorierter Fassade, baugeschichtlich von Bedeutung | 09204092 |
| Weitere Bilder                          | Mietshaus in geschlossener Bebauung in Ecklage, mit Vorgarten zur Altendorfer Straße | Bergstraße 70 (Karte)                                                              | 1904, Fassadenumbau um 1920                                                                               | Markanter Eckbau in wirksamer städtebaulicher Lage an einer langgezogenen Biegung der stadteinwärts führenden Leipziger Straße, außergewöhnlich reich dekorierte Fassade, baugeschichtlich von Bedeutung | 09204082 |
|                                         | Mietshaus in geschlossener Bebauung | Bergstraße 71 (Karte)                                                              | 1888 | Qualitätvoller Mietsbau mit zeittypisch gegliederter und dekorierter Fassade, baugeschichtlich von Bedeutung | 09204093 |
|                                         | Mietshaus in Ecklage mit Vorgarten | Beyerstraße 2 (Karte)                                                              | 1904 | Qualitätvoller Mietsbau, Jugendstildekor, markante städtebauliche Situation, baugeschichtlich von Bedeutung | 09203988 |
|                                         | Mietshaus in geschlossener Bebauung mit Vorgarten | Beyerstraße 4 (Karte)                                                              | 1904 | Qualitätvoller Mietsbau mit reichem Bauschmuck, zwei markante Dacherker, baugeschichtlich von Bedeutung | 09203989 |
|                                         | Mietshaus in geschlossener Bebauung und Vorgarten | Beyerstraße 6 (Karte)                                                              | 1904 | Mit Laden, qualitätvoller Mietsbau mit reichem Bauschmuck, zwei markante Dacherker, baugeschichtlich von Bedeutung | 09203990 |
| Weitere Bilder                          | Mietshaus in geschlossener Bebauung konzipiert, mit Vorgarten | Beyerstraße 14 (Karte)                                                             | 1906 | Qualitätvoller Mietsbau mit markanter Gliederung in rustiziertem Werkstein und hellgelbem Ziegelverblender, baugeschichtlich von Bedeutung | 09204033 |
|                                         | Villa Beyer (Villa Quisisana) | Beyerstraße 28 (Karte)                                                             | Ab 1881                                                                                                   | Stattlicher Villenbau mit markantem Turmmotiv und repräsentativer Fassadengestaltung in Neorenaissanceformen, Anklänge von Burgenromantik im Dachaufbau, Unternehmervilla von Eduard Beyer, dem Gründer der Chemischen Fabrik auf der gegenüberliegenden Straßenseite (siehe auch Fabrikgelände, Beyerstraße 21/23, 09204677), baugeschichtlich von Bedeutung | 09204028 |
| Weitere Bilder                          | Villa Tetzner mit Garten | Beyerstraße 32 (Karte)                                                             | 1898, von 1908 bis 1910 umgestaltet (Villa); 1909 (Musiksaal)                                             | Repräsentative Villa mit bewegter Massengliederung, hochwertige Innenausstattung, insbesondere im später gebauten Musiksaal in Formen des geometrischen Jugendstils, baugeschichtlich und gartenkünstlerisch von Bedeutung. Oskar Tetzner, ein Chemnitzer Direktor der Dresdner Bank, kaufte die Villa nach der Jahrhundertwende und ließ sie von 1908 bis 1910 durch den Chemnitzer Architekten Heinrich Straumer umgestalten. Mit dem Umbau entstand der mit Mahagoniholz getäfelte Musiksalon mit einer 58 Quadratmeter großen, beigefarbenen Stuckdecke, die 2017 restauriert wurde. Fünf hohe, nach Entwürfen des Künstlers Max Pechstein in Berlin bunt bemalte Glasfenster sind verschollen. | 09204027 |
| Weitere Bilder                          | Zwei Viadukte mit Brücken über die Blankenauer Straße und über die Chemnitz (auch Chemnitztalviadukt) | Blankenauer Straße (Karte)                                                         | Um 1870 (Viadukt der Eisenbahnstrecke nach Leipzig); um 1900 (Viadukt der Eisenbahnstrecke nach Rochlitz) | Zwei hintereinander gestaffelte Brücken von deutlich unterschiedlicher Höhe, überaus stadtbildprägender Komplex, Brücken an der Blankenauer Straße von triumphbogenartiger Wirkung, baugeschichtlich und technikgeschichtlich von Bedeutung | 09204239 |
|                                         | Mietshaus in geschlossener Bebauung mit Vorgarten | Blankenauer Straße 2 (Karte)                                                       | 1890 | Gründerzeitlicher Etagenwohnbau mit bemerkenswerter Gestaltungsqualität, weitestgehend original, in Backstein ausgebesserter Bombenschaden am rechten Fassadenrand ist Teil der Zeugniskraft des Gebäudes, baugeschichtlich von Bedeutung | 09244769 |
|                                         | Mietshaus in geschlossener Bebauung mit Vorgarten | Blankenauer Straße 4 (Karte)                                                       | 1894 | Schmuckreiche, gut erhaltene, gründerzeitliche Gestaltung eines repräsentativen Etagenwohnbaus, baugeschichtlich von Bedeutung | 09244766 |
|                                         | Mietshaus in geschlossener Bebauung mit Vorgarten | Blankenauer Straße 6 (Karte)                                                       | Bezeichnet mit 1893                                                                                       | Anspruchsvoll gestalteter, repräsentativer gründerzeitlicher Wohnbau, weitestgehend original erhalten, baugeschichtlich von Bedeutung | 09244767 |
| Weitere Bilder                          | Doppelmietshaus in geschlossener Bebauung mit Vorgarten | Blankenauer Straße 8, 10 (Karte)                                                   | Bezeichnet mit 1904                                                                                       | Qualitätvolles Beispiel eines späten Historismus im Wohnhausbau, in sehr gutem Zustand, baugeschichtlich von Bedeutung | 09244768 |
|                                         | Mietshaus in geschlossener Bebauung und Vorgarten | Blankenauer Straße 15 (Karte)                                                      | 1895 | Mit Laden, abwechslungsreich gestalteter Bau in markanter Ecklage, städtebauliche Situation wird architektonisch aufgenommen, an der Ecke historischer Ladeneinbau mit wertvollem Interieur (konnte nicht besichtigt werden), baugeschichtlich von Bedeutung | 09244966 |
|                                         | Mietshaus in geschlossener Bebauung mit Vorgarten | Blankenauer Straße 16 (Karte)                                                      | 1904 | Einfacher gründerzeitlicher Etagenwohnbau mit qualitätvollen Details, in gutem Zustand, baugeschichtlich von Bedeutung | 09244772 |
|                                         | Doppelmietshaus in offener Bebauung mit Vorgarten | Blankenauer Straße 63, 65 (Karte)                                                  | 1920er Jahre                                                                                              | Stattliches Doppelmietshaus mit zurückhaltender, aber qualitätvoll gestalteter Fassade in weitgehend unverändertem Erhaltungszustand, expressionistische Formanklänge, baugeschichtlich von Bedeutung | 09204217 |
|                                         | Mietshaus in geschlossener Bebauung | Dorotheenstraße 1 (Karte)                                                          | 1888 | Zeittypischer Mietsbau, gründerzeitlich-klassizistische Putzfassade, baugeschichtlich von Bedeutung | 09303310 |
|                                         | Mietshaus in Ecklage, mit Vorgarten in der Salzstraße | Dorotheenstraße 2 (Karte)                                                          | 1888 | Städtebauliche Eckdominante und Bestandteil der frühesten Wohnbebauung des Stadterweiterungsgebietes, baugeschichtlich von Bedeutung | 09244145 |
|                                         | Mietshaus in geschlossener Bebauung | Dorotheenstraße 3 (Karte)                                                          | 1892 | Zeittypischer gründerzeitlicher Mietsbau, Klinkerfassade, baugeschichtlich von Bedeutung | 09204175 |
|                                         | Mietshaus in geschlossener Bebauung | Dorotheenstraße 5 (Karte)                                                          | 1902 | Zeittypischer Mietsbau mit ausgewogener Fassadengliederung, baugeschichtlich von Bedeutung | 09204176 |
|                                         | Mietshaus in geschlossener Bebauung | Dorotheenstraße 6 (Karte)                                                          | 1890 | Zeittypischer gründerzeitlicher Mietsbau, baugeschichtlich von Bedeutung | 09204181 |
|                                         | Mietshaus in geschlossener Bebauung | Dorotheenstraße 7 (Karte)                                                          | 1902 | Qualitätvoller Mietsbau mit bemerkenswerten dekorativen Details, baugeschichtlich von Bedeutung | 09204177 |
|                                         | Mietshaus in vormals geschlossener Bebauung | Dorotheenstraße 8 (Karte)                                                          | 1890 | Zeittypischer gründerzeitlicher Mietsbau, baugeschichtlich von Bedeutung | 09204182 |
|                                         | Mietshaus in vormals geschlossener Bebauung | Dorotheenstraße 12 (Karte)                                                         | 1891 | Qualitätvoller gründerzeitlicher Mietsbau, weitestgehend unverändert, baugeschichtlich von Bedeutung | 09204172 |
|                                         | Mietshaus in vormals geschlossener Bebauung | Dorotheenstraße 13 (Karte)                                                         | 1908 | Schlichter Mietsbau mit zurückhaltendem Dekor in einfachsten gotisierenden Formen, baugeschichtlich von Bedeutung | 09204127 |
|                                         | Mietshaus in geschlossener Bebauung in Ecklage | Dorotheenstraße 14 (Karte)                                                         | 1904 | Mit Laden, schlichter Mietsbau mit anspruchsvoll gestalteter Eckausbildung, baugeschichtlich von Bedeutung | 09204119 |
|                                         | Mietshaus in geschlossener Bebauung | Dorotheenstraße 15 (Karte)                                                         | 1908 | Qualitätvoller Mietsbau mit akzentuierendem Dekor, Jugendstilanklänge, baugeschichtlich von Bedeutung | 09204132 |
|                                         | Mietshaus in Ecklage | Dorotheenstraße 16 (Karte)                                                         | 1903 | Schlichter Eckbau mit markantem Eckgiebel, Teil einer geschlossen erhaltenen Gründerzeitzeile an der Ludwigstraße, baugeschichtlich von Bedeutung | 09204135 |
| Weitere Bilder                          | Mietshaus in geschlossener Bebauung in Ecklage | Dorotheenstraße 17 (Karte)                                                         | 1904 | Markanter Eckbau mit reichhaltigem Fassadendekor, baugeschichtlich von Bedeutung | 09204105 |
|                                         | Mietshaus in geschlossener Bebauung, mit Vorgarten und Einfriedung | Dorotheenstraße 19 (Karte)                                                         | 1912 | Qualitätvoller Mietsbau mit symmetrischer, kräftig durchgliederter Fassade in gutem Erhaltungszustand, im Reformstil der Zeit um 1910, baugeschichtlich von Bedeutung | 09204100 |
|                                         | Mietshaus in geschlossener Bebauung konzipiert, mit Vorgarten und Einfriedung | Dorotheenstraße 21 (Karte)                                                         | 1912 | Qualitätvoller Mietsbau mit symmetrischer, kräftig durchgliederter Fassade in gutem Erhaltungszustand, im Reformstil der Zeit um 1910, baugeschichtlich von Bedeutung | 09204101 |
|                                         | Mietshaus in vormals geschlossener Bebauung | Dorotheenstraße 22 (Karte)                                                         | 1904 | Anspruchsvoll gestalteter Mietsbau mit symmetrisch akzentuierter Fassade und elegantem Dekor, baugeschichtlich von Bedeutung | 09204130 |
|                                         | Mietshaus in vormals geschlossener Bebauung | Dorotheenstraße 24 (Karte)                                                         | 1904 | Anspruchsvoll gestalteter Mietsbau mit symmetrisch gegliederter Fassade und reichem Dekor in zeittypischen Formen, baugeschichtlich von Bedeutung | 09204131 |
|                                         | Mietshaus in geschlossener Bebauung konzipiert, mit Vorgarten und Einfriedung | Dorotheenstraße 27 (Karte)                                                         | 1913 | Qualitätvoller Mietsbau mit symmetrischer, kräftig durchgliederter Fassade, markante Eingangsloggia, im Reformstil der Zeit um 1910, baugeschichtlich von Bedeutung | 09204102 |
| Weitere Bilder                          | Kriegersiedlung an der Dorotheenstraße (Sachgesamtheit) | Dorotheenstraße 28 bis 48 (gerade); Winklerstraße 29, 31 (Karte)                   | Bezeichnet mit 1922                                                                                       | Sachgesamtheit Kriegersiedlung an der Dorotheenstraße, bestehend aus folgenden Einzeldenkmalen: einem Mehrfamilienhaus (mit einem Eingang, Nr. 48, siehe 09244074) und einem Doppelwohnhaus (Nr. 44/46, siehe 09244064), weiterhin aus zwei parallel angeordneten Häuserzeilen (Nr. 28-34 und 36-42, gerade) mit Innenhof und Einfriedung, sowie einem Mehrfamilienhaus (mit zwei Eingängen, Winklerstraße 29/31) und den zugehörigen Zugangswegen, Zufahrt und Gärten (alle letztgenannten Teile Sachgesamtheitsteile); schlichte Anlage von stadtgeschichtlicher und sozialgeschichtlicher Bedeutung | 09244077 |
|                                         | Mietshaus in geschlossener Bebauung mit Vorgarten | Dorotheenstraße 29 (Karte)                                                         | 1913 | Qualitätvoller Mietsbau mit kräftig durchgliederter Fassade, im Reformstil der Zeit um 1910, interessante Staffelung zum ein Geschoss höheren Eckhaus Dorotheenstraße 31, baugeschichtlich von Bedeutung | 09204097 |
| Weitere Bilder                          | Mietshaus in geschlossener Bebauung in Ecklage, mit Vorgarten | Dorotheenstraße 31 (Karte)                                                         | 1910 | Imposanter Eckbau mit anspruchsvoll gegliederter und reichhaltig dekorierter Fassade in Formen des geometrischen Jugendstils, markantes Turmmotiv, guter Erhaltungszustand, baugeschichtlich von Bedeutung | 09204098 |
|                                         | Doppelwohnhaus, Teil einer Kriegersiedlung (Einzeldenkmal der Sachgesamtheit 09244077) | Dorotheenstraße 44, 46 (Karte)                                                     | Bezeichnet mit 1922                                                                                       | Einzeldenkmal der Sachgesamtheit Kriegersiedlung an der Dorotheenstraße; original erhaltenes Zeugnis der Siedlungsanlage, von baugeschichtlichem und sozialgeschichtlichem Wert | 09244064 |
|                                         | Mehrfamilienhaus, Teil einer Kriegersiedlung (Einzeldenkmal der Sachgesamtheit 09244077) | Dorotheenstraße 48 (Karte)                                                         | Bezeichnet mit 1922                                                                                       | Einzeldenkmal der Sachgesamtheit Kriegersiedlung an der Dorotheenstraße; qualitätvoller Putzbau mit Art-déco-Putzdekorationen, von baugeschichtlichem und sozialgeschichtlichem Wert | 09244074 |
|                                         | Mietshaus in geschlossener Bebauung | Eckstraße 3 (Karte)                                                                | 1906 | Typischer gründerzeitlicher Etagenwohnbau, weitestgehend original, baugeschichtlich von Bedeutung | 09244804 |
|                                         | Mietshaus in geschlossener Bebauung | Eckstraße 7 (Karte)                                                                | Um 1870                                                                                                   | Schlichter, gut proportionierter Wohnbau, besonders wertvoll als in Chemnitz seltener Zeuge einer frühen niedrigen Wohnbebauung, baugeschichtlich von Bedeutung | 09244802 |
|                                         | Mietshaus in geschlossener Bebauung | Eckstraße 9 (Karte)                                                                | Um 1870                                                                                                   | Schlichter Wohnbau, besonders wertvoll als in Chemnitz seltener Zeuge einer frühen niedrigen Mietsbebauung, baugeschichtlich von Bedeutung | 09244803 |
|                                         | Mietshaus in geschlossener Bebauung | Eckstraße 11 (Karte)                                                               | Nach 1876 laut Bauakte                                                                                    | Schlichter, typischer Arbeiter-Mietsbau der Zeit um 1870, in städtebaulich wichtiger Ecklage | 09244808 |
|                                         | Mietshaus in halboffener Bebauung | Eckstraße 13 (Karte)                                                               | Um 1870                                                                                                   | Einfacher Arbeiter-Mietshausbau, typisch für die Eckstraße und Bestandteil der frühen Bebauung des Viertels, städtebaulich von Bedeutung | 09244807 |
|                                         | Mietshaus in halboffener Bebauung in Ecklage, mit Vorgarten zur Hauboldstraße | Eckstraße 22 (Karte)                                                               | Um 1910                                                                                                   | Repräsentativer Mietshausbau in städtebaulich wichtiger Ecklage, baugeschichtlich von Bedeutung | 09244805 |
|                                         | Mietshaus in halboffener Bebauung, mit Vorgarten | Emilienstraße 30 (Karte)                                                           | 1913 | Einfacher Etagenwohnbau, mit schlichter, jedoch qualitätvoller Fassadengestaltung, im typischen Stil der Zeit um 1905, weitgehend original, baugeschichtlich von Bedeutung | 09244985 |
|                                         | Mietshaus in geschlossener Bebauung mit Vorgarten | Emilienstraße 32 (Karte)                                                           | 1912 | Schlichter Etagenwohnbau, typisch für die Mietsarchitektur um 1910, einheitlich ausgeführt mit Nr. 34 sowie mit Straße der Nationen 109 und 111, in gutem Zustand, baugeschichtlich von Bedeutung | 09244984 |
|                                         | Mietshaus in geschlossener Bebauung | Fritz-Matschke-Straße 3 (Karte)                                                    | 1903 | Gründerzeitlicher Wohnhausbau (Klinkerfassade), Bestandteil des geschlossenen Straßenzuges, baugeschichtlich von Bedeutung | 09203475 |
|                                         | Mietshaus in geschlossener Bebauung | Fritz-Matschke-Straße 5 (Karte)                                                    | 1903 | Gründerzeitlicher Wohnhausbau (Klinkerfassade) im geschlossenen Straßenzug, mit erhaltener Ausstattung unter anderem Windfangtür und Stuck im Eingangsbereich, baugeschichtlich von Bedeutung | 09203404 |
|                                         | Mietshaus in geschlossener Bebauung | Fritz-Matschke-Straße 7 (Karte)                                                    | 1903 | Streng gegliederter Mietwohnungsbau (Klinkerfassade) im geschlossenen gründerzeitlichen Straßenzug, baugeschichtlich von Bedeutung | 09201571 |
|                                         | Mietshaus in geschlossener Bebauung | Fritz-Matschke-Straße 8 (Karte)                                                    | 1905 | Bestandteil des geschlossenen Gründerzeitquartiers mit originale Ausstattung, Klinkerfassade, u. a. reiche Schablonenmalerei und Stuck im Eingangsbereich, baugeschichtlich von Bedeutung | 09203464 |
|                                         | Mietshaus in geschlossener Bebauung in Ecklage | Fritz-Matschke-Straße 10 (Karte)                                                   | 1904 | Qualitätvoller Mietsbau in markanter städtebaulicher Situation, originale Dachaufbauten, baugeschichtlich von Bedeutung | 09203992 |
|                                         | Mietshaus in geschlossener Bebauung in Ecklage | Fritz-Matschke-Straße 12 (Karte)                                                   | Um 1890                                                                                                   | Zeittypischer Mietsbau in markanter Lage, baugeschichtlich von Bedeutung | 09203991 |
|                                         | Mietshaus in halboffener Bebauung | Fritz-Matschke-Straße 16 (Karte)                                                   | Bezeichnet mit 1911                                                                                       | Zeittypischer Mietsbau, bildet eine Einheit mit Fritz-Matschke-Straße 18 und Kanalstraße 11–19, dichter, variationsreicher Fassadenschmuck in Kunststein, baugeschichtlich von Bedeutung | 09204054 |
|                                         | Mietshaus in geschlossener Bebauung in Ecklage | Fritz-Matschke-Straße 18 (Karte)                                                   | 1912 | Viergeschossiges Mietshaus in Klinkerbauweise in städtebaulich markanter Ecklage. Mit den Mietshäusern Kanalstraße 11–19 und Fritz-Matschke-Straße 16 eine Einheit bildend. Dichter, variationsreicher Fassadenschmuck in Kunststein, teilweise Fassade mit orangen Ziegelverblendern verkleidet. Als zeittypischer Mietshausbau in gutem Originalzustand in markanter städtebaulicher Lage erlangt das Gebäude einen baugeschichtlichen und städtebaulichen Wert. | 09204053 |
|                                         | Badeanstalt (Wannen- und Brausebad Schloßchemnitz) | Fritz-Matschke-Straße 19 (Karte)                                                   | 1908 | Zweckgerechter Putzbau in zeittypischen Heimatstilformen, von orts- und sozialgeschichtlicher Bedeutung | 09204032 |
| Weitere Bilder                          | Schule mit teilweise erhaltener Einfriedung (Untere Luisenschule, ehemals Mädchenabteilung der IX. Bezirksschule)                                                                                                  | Fritz-Matschke-Straße 21 (Karte)                                                   | 1895 | Stattliches Schulgebäude in Klinkerbauweise, klassizisierende Formensprache, Gebäude errichtet im Zusammenhang mit der benachbarten Oberen Luisenschule, siehe auch unter Fritz-Matschke-Straße 23, baugeschichtlich von Bedeutung | 09204051 |
| Weitere Bilder                          | Schule mit teilweise erhaltener Einfriedung (Obere Luisenschule, ehemals Knabenabteilung der IX. Bezirksschule) | Fritz-Matschke-Straße 23 (Karte)                                                   | Bezeichnet mit 1890                                                                                       | Stattliches Schulgebäude in Klinkerbauweise, klassizisierende Formensprache; Gebäude errichtet im Zusammenhang mit der benachbarten Unteren Luisenschule, siehe auch unter Fritz-Matschke-Straße 21, baugeschichtlich von Bedeutung | 09204050 |
|                                         | Mietshaus (zwei Hausnummern) in halboffener Bebauung mit Vorgarten und Einfriedung | Further Straße 7, 9 (Karte)                                                        | 1913 laut Bauakte                                                                                         | Sehr repräsentative Mietshäuser mit plastisch geformter Fassadengliederung, sehr wichtig für den Straßenzug auf Grund ihrer prächtigen Gestaltung, im Reformstil der Zeit um 1910, baugeschichtlich von Bedeutung | 09244936 |
| Weitere Bilder                          | Mietshaus in halboffener Bebauung mit Vorgarten (Hofgebäude 8a–c und Pflaster unter 09306418) | Further Straße 8 (Karte)                                                           | 1903 (Mietshaus); bezeichnet mit 1912 (Gewerbegebäude)                                                    | Wertvolle gründerzeitliche Mietshausfassade, baugeschichtlich von Bedeutung | 09244932 |
| Direkt Bild zu diesem Denkmal hochladen | Fabrikgebäude in rückwärtiger Lage und angebautes Kontorhaus sowie Hofpflaster | Further Straße 8a, 8b, 8c (Karte)                                                  | 1911–1912                                                                                                 | Baugeschichtlich und ortsgeschichtlich von Bedeutung, technisches Denkmal als früher Eisenbetonbau | 09306418 |
|                                         | Mietshaus in geschlossener Bebauung mit Vorgarten | Further Straße 12 (Karte)                                                          | 1904 | Fein reliefierte rote Ziegelfassade mit sandsteinernen Gliederungselementen, zum Teil in der Formensprache des Jugendstils, baugeschichtlich von Bedeutung | 09244933 |
|                                         | Mietshaus in geschlossener Bebauung mit Vorgarten und Einfriedung | Further Straße 14 (Karte)                                                          | Bezeichnet mit 1913                                                                                       | Repräsentativer bürgerlicher Etagenwohnbau von außergewöhnlicher Qualität, bemerkenswerte künstlerische Gestaltung des Treppenhauses, insgesamt sehr guter Erhaltungszustand, baugeschichtlich von Bedeutung | 09244931 |
|                                         | Mietshaus in geschlossener Bebauung mit Vorgarten | Further Straße 17 (Karte)                                                          | 1912 | Zurückhaltende Fassadengestaltung, allerdings mit einem repräsentativ und wuchtig ausgebildetem Eingangsportal, baugeschichtlich von Bedeutung | 09244935 |
|                                         | Mietshaus in geschlossener Bebauung mit Vorgarten | Further Straße 19 (Karte)                                                          | 1912 | Insgesamt sehr schlichte Fassadengestaltung eines typischen Mietshauses, allerdings mit einem auffälligen, sehr wuchtigen Eingangsportal, baugeschichtlich von Bedeutung | 09244934 |
|                                         | Mietshaus in geschlossener Bebauung mit Vorgarten | Further Straße 25 (Karte)                                                          | 1903 laut Bauakte                                                                                         | Typische gründerzeitliche Fassade in Ziegel und Putz, interessante Fensterumrahmungen, baugeschichtlich von Bedeutung | 09244942 |
|                                         | Mietshaus in geschlossener Bebauung mit Vorgarten | Further Straße 27 (Karte)                                                          | 1904 | Weitestgehend erhaltene, plastisch ausgeformte Fassade mit lebhafter Fassadenornamentik, baugeschichtlich von Bedeutung | 09244941 |
|                                         | Mietshaus in geschlossener Bebauung mit Vorgarten | Further Straße 33 (Karte)                                                          | 1912 | Symmetrisch ausgebildete Fassade mit straßenbildprägenden geschossübergreifenden Erkern, typisch für die Reformarchitektur um 1910, baugeschichtlich von Bedeutung | 09244943 |
|                                         | Mietshaus in geschlossener Bebauung mit Vorgarten | Further Straße 35 (Karte)                                                          | 1910 | Abwechslungsreiche, symmetrisch gegliederte Fassade mit zwei den Straßenzug prägenden, vorschwingenden Standerkern, typischer Bau der Zeit um 1910, baugeschichtlich von Bedeutung | 09244944 |
|                                         | Mietshaus in halboffener Bebauung mit Vorgarten | Further Straße 37 (Karte)                                                          | 1903 | Typische Ziegel-Putzfassade mit auffällig gestalteten Brüstungsfeldern, diese sind mit Wappen, Girlanden und floralen Motiven versehen, baugeschichtlich von Bedeutung | 09244940 |
|                                         | Mietshaus in halboffener Bebauung mit Vorgarten | Further Straße 41 (Karte)                                                          | 1888 | Typischer Etagenwohnbau mit qualitätvoller Fassadengestaltung, baugeschichtlich von Bedeutung | 09244945 |
|                                         | Mietshaus in halboffener Bebauung mit Vorgarten | Further Straße 43 (Karte)                                                          | 1888 laut Bauakte                                                                                         | Typischer gründerzeitlicher Wohnbau mit zurückhaltender Fassadengliederung, weitestgehend original, baugeschichtlich von Bedeutung | 09244949 |
|                                         | Mietshaus in ehemals halboffener Bebauung mit Vorgarten | Further Straße 49 (Karte)                                                          | 1889 | Repräsentativer Etagenwohnbau von bemerkenswerter Gestaltungsqualität, herausgehobenes Gebäude im Reformstil der Zeit um 1910, in gutem Erhaltungszustand, baugeschichtlich von Bedeutung | 09244948 |
|                                         | Mietshaus in geschlossener Bebauung mit Vorgarten | Further Straße 51 (Karte)                                                          | 1914 | Symmetrisch zu Nr. 53, qualitätvoller Vertreter der Reformarchitektur um 1910, außen und innen in gutem Erhaltungszustand, baugeschichtlich von Bedeutung | 09244947 |
|                                         | Mietshaus in geschlossener Bebauung mit Vorgarten | Further Straße 53 (Karte)                                                          | 1914 laut Bauakte                                                                                         | Einheitlich ausgeführt mit Nr. 51, qualitätvoller Etagenwohnbau, ein Vertreter der anspruchsvollen Reformarchitektur um 1910, in gutem Zustand, baugeschichtlich von Bedeutung | 09244951 |
|                                         | Mietshaus ehemals in halboffener Bebauung, mit Vorgarten | Further Straße 55 (Karte)                                                          | 1889 | Typischer gründerzeitlicher Etagenwohnbau mit einfacher, jedoch qualitätvoller Fassadengestaltung, in gutem Erhaltungszustand, baugeschichtlich von Bedeutung | 09244950 |
|                                         | Doppelmietshaus in offener Bebauung mit Vorgarten | Glauchauer Straße 6, 8 (Karte)                                                     | 1907 | Schlichtes Doppelmietshaus mit symmetrischer Fassadengliederung und qualitätvollem Dekor in Jugendstilformen, baugeschichtlich von Bedeutung | 09204117 |
|                                         | Mietshaus in geschlossener Bebauung mit Vorgarten | Glauchauer Straße 9 (Karte)                                                        | Um 1915                                                                                                   | Schlichter Mietsbau mit symmetrisch gegliederter Fassade und zurückhaltendem Dekor, Teil einer geschlossen erhaltenen Gründerzeitzeile, baugeschichtlich von Bedeutung | 09204205 |
| Weitere Bilder                          | Doppelmietshaus in offener Bebauung mit Vorgarten | Glauchauer Straße 10, 12 (Karte)                                                   | 1924 | Schlichtes Doppelmietshaus mit symmetrischer Fassadengliederung und zurückhaltendem Dekor, baugeschichtlich von Bedeutung | 09204112 |
|                                         | Mietshaus in geschlossener Bebauung mit Vorgarten | Glauchauer Straße 11 (Karte)                                                       | Um 1915                                                                                                   | Qualitätvoller Mietsbau mit klar strukturierter Fassade und anspruchsvoll gestaltetem Dekor, gleiche Gestaltung wie Nr. 13, baugeschichtlich von Bedeutung | 09204210 |
|                                         | Mietshaus in geschlossener Bebauung mit Vorgarten | Glauchauer Straße 13 (Karte)                                                       | Um 1915                                                                                                   | Qualitätvoller Mietsbau mit klar strukturierter Fassade und anspruchsvoll gestaltetem Dekor, gleiche Gestaltung wie Nr. 11, baugeschichtlich von Bedeutung | 09204209 |
|                                         | Mietshaus in vormals geschlossener Bebauung mit Vorgarten | Glauchauer Straße 15 (Karte)                                                       | Um 1915                                                                                                   | Zeittypischer Mietsbau mit klar strukturierter Fassade, baugeschichtlich von Bedeutung | 09204208 |
| Weitere Bilder                          | Hartmannsiedlung (Sachgesamtheit), Werkssiedlung „Stiftung Heim“ | Gottfried-Keller-Straße 13 bis 42, 44, 46, 48 (Tannenstraße 33–44, 46, 48) (Karte) | Nach 1884                                                                                                 | Sachgesamtheit Hartmannsiedlung mit folgenden Einzeldenkmalen: Wohnhäuser der Siedlung (siehe 09204235 und 09204236) sowie umgebendes Siedlungsgrün (Gartendenkmale); Siedlung, bestehend aus kleineren Einfamilien-, Mehrfamilien- und Doppelwohnhäusern mit Vorgärten, Gärten und Heckenwegen an einem zentralen Straßenkreuz mit untergeordneten Stichstraßen, älteste Arbeitersiedlung der Stadt mit einfachen Klinkerbauten, Beginn der mit der zunehmenden Industrialisierung sich verdichtenden Bebauung des Stadtteils, baugeschichtlich, städtebaulich, sozialgeschichtlich und gartengeschichtlich von Bedeutung | 09302650 |
| Weitere Bilder                          | Wohnhäuser der Siedlung (Einzeldenkmale der Sachgesamtheit 09302650) | Gottfried-Keller-Straße 13 bis 42, 44, 46, 48 (Karte)                              | Nach 1884                                                                                                 | Einzeldenkmale der Sachgesamtheit Hartmannsiedlung; Siedlung, bestehend aus kleineren Einfamilien-, Mehrfamilien- und Doppelwohnhäusern mit Vorgärten, Gärten und Heckenwegen an einem zentralen Straßenkreuz mit untergeordneten Stichstraßen, älteste Arbeitersiedlung der Stadt mit einfachen Klinkerbauten, Beginn der mit der zunehmenden Industrialisierung sich verdichtenden Bebauung des Stadtteils, siehe auch unter Tannenstraße 33–48, baugeschichtlich von Bedeutung | 09204235 |
| Weitere Bilder                          | Wohnhaus in ehemals halboffener Bebauung | Hauboldstraße 21 (Karte)                                                           | Bezeichnet mit 1846                                                                                       | Typisches kleines Arbeiterwohnhaus, sehr schlichte Fassade, Zeugnis der frühen Bebauung des Brühl-Viertels, baugeschichtlich von Bedeutung | 09244820 |
|                                         | Wohnhaus in ehemals geschlossener Bebauung | Hauboldstraße 23 (Karte)                                                           | Mitte 19. Jahrhundert                                                                                     | Schlichtes kleines Arbeiterwohnhaus mit schönem Portal, wertvoll als früher Zeuge der Bebauung des Viertels, ortsentwicklungsgeschichtlich von Bedeutung | 09244819 |
| Weitere Bilder                          | Wohnhaus in ehemals halboffener Bebauung, mit Nebengebäude, offenem Schuppen, Werkstatt und Hofpflaster | Hauboldstraße 26 (Karte)                                                           | Mitte 19. Jahrhundert (Wohnhaus); 1860er Jahre (Werkstatt); 1876 (Nebengebäude); 1912 (Schuppen)          | Wohnhaus schlichter Putzbau, weitestgehend original, ehemaliges Fuhrunternehmen, dann Tischlerei und Wertstoffsammlung, mit der Hofbebauung weitgehend authentisch erhaltene Hofsituation aus der Zeit um 1900, besonders wertvoll als für Chemnitz seltenes Zeugnis einer niedrigen vorstädtischen Wohnarchitektur, baugeschichtlich und stadtentwicklungsgeschichtlich von Bedeutung | 09244813 |
|                                         | Wandlaterne der Firma Vulkan (Einzeldenkmal der Sachgesamtheit 09304092) | Hauboldstraße 28 (Karte)                                                           | Um 1920 (Wandarm); in den 1920ern (Laterne Firma Vulkan)                                                  | Einzeldenkmal innerhalb der Sachgesamtheit Gasbeleuchtung Chemnitz; als einzige erhaltene Wandlaterne in Chemnitz singulär und von großer technikgeschichtlicher Bedeutung. Die Wandlaterne befindet sich links neben dem Hauseingang des Wohnhauses der Hauboldstraße 28. Auf einem schlichten Wandarm, vermutlich aus der Zeit um 1900, ist die in Chemnitz verbreitete Laterne der Firma Vulkan montiert, die über ein außen an der Hauswand befestigtes Gasrohr mit Leuchtgas (heute Stadtgas) versorgt wird. Der Straßenzug wies bis mindestens 2007 noch eine zweite Wandlaterne (möglicherweise am Haus Nr. 27) auf. Heute ist die in der Hauboldstraße erhaltene Wandlaterne das einzige Zeugnis über die Nutzung solcher an Privathäuser montierten Wandlaternen für die städtische Gasbeleuchtung. Sie ist damit von großer technikgeschichtlicher Bedeutung (Denkmalfähigkeit) und ihr Erhalt aufgrund ihrer Singularität von großem öffentlichem Interesse (Denkmalwürdigkeit). | 09304106 |
|                                         | Wohnhaus in offener Bebauung | Hauboldstraße 28 (Karte)                                                           | Mitte 19. Jahrhundert                                                                                     | Schlichter Wohnbau, weitestgehend original, besonders wertvoll als für Chemnitz seltener Zeuge einer niedrigen vorstädtischen Bebauung, ortsentwicklungsgeschichtlich von Bedeutung | 09244812 |
| Weitere Bilder                          | Zwei Fabrikgebäude in halboffener Bebauung, mit Vorgarten und Einfriedung | Hauboldstraße 33, 35 (Karte)                                                       | 1920er Jahre, Erweiterung 1933–35                                                                         | Ästhetisch anspruchsvoll gegliederter Bau mit expressionistischer Formensprache, baugeschichtlich von Bedeutung | 09244815 |
| Weitere Bilder                          | Villa mit Nebengebäude und Garten | Inselstraße 2 (Karte)                                                              | 1880 | Qualitätvolle Villa mit belebter, aber klar strukturierter Massengliederung und fein nuanciertem Dekor in prominenter Lage oberhalb des Schloßteichparks, wertvolle Innenausstattung, Nebengebäude als Klinkerbau, Villa städtebaulich reizvoll gruppiert mit dem Pendant Inselstraße Nr. 1, baugeschichtlich von Bedeutung | 09204146 |
|                                         | Mietshaus in Ecklage mit Vorgarten | Josephinenplatz 1 (Karte)                                                          | 1894 | Großes eckumgreifendes Mietshaus, von guter Gestaltungsqualität, in gutem Zustand, baugeschichtlich von Bedeutung | 09244773 |
|                                         | Mietshaus in geschlossener Bebauung mit Vorgarten | Josephinenplatz 2 (Karte)                                                          | 1894 | Gründerzeitlicher Etagenwohnbau von bemerkenswerter Gestaltungsqualität, weitgehend original, baugeschichtlich von Bedeutung | 09244774 |
|                                         | Mietshaus in geschlossener Bebauung mit Vorgarten | Josephinenplatz 3 (Karte)                                                          | 1893 | Symmetrisch angelegte Ziegelfassade mit plastischem Bauornament, von Bedeutung als Bestandteil der Randbebauung des Josephinenplatzes, baugeschichtlich von Bedeutung | 09244524 |
|                                         | Pfarrhaus in halboffener Bebauung mit Vorgarten (Pfarramt St. Lukas) | Josephinenplatz 8 (Karte)                                                          | 1893 | Qualitätvoller Ziegelbau mit straßenbildprägendem Erker, von Bedeutung als Randbebauung des Josephinenplatzes und als letzter Zeuge der ehemaligen Lukasgemeinde, baugeschichtlich und ortsgeschichtlich von Bedeutung | 09244885 |
| Weitere Bilder                          | Schule mit Vorgarten und rückwärtiger Turnhalle, zusammengehörig mit Schulgebäude Agnesstraße 11 (ehemals Fritz-Heckert-Schule und Josephinen-Schule)                                                              | Josephinenplatz 9 (Karte)                                                          | 1892 | Anspruchsvoll gestalteter öffentlicher Gründerzeitbau, wichtig für das Platzbild, in gutem Erhaltungszustand, baugeschichtlich und ortsgeschichtlich von Bedeutung | 09244967 |
|                                         | Mietshaus in geschlossener Bebauung mit Vorgarten | Josephinenstraße 1 (Karte)                                                         | 1884 | Gründerzeitlicher Wohnbau mit bemerkenswerten architektonischen Details, wichtige städtebauliche Situation an der Mündung der Josephinenstraße zum Wilhelm-Külz-Platz, baugeschichtlich von Bedeutung | 09244726 |
|                                         | Mietshaus in geschlossener Bebauung in Ecklage mit Vorgarten | Josephinenstraße 2 (Karte)                                                         | 1887 | Anspruchsvoll gestalteter gründerzeitlicher Etagenwohnbau in prominenter städtebaulicher Situation an der Einmündung der Josephinenstraße in den Wilhelm-Külz-Platz, baugeschichtlich von Bedeutung | 09244725 |
| Direkt Bild zu diesem Denkmal hochladen | Mietshaus in geschlossener Bebauung mit Vorgarten | Josephinenstraße 2a (Karte)                                                        | 1887 | Gründerzeitlicher Etagenwohnbau mit roter Klinkerfassade, baugeschichtlich von Bedeutung | 09305869 |
|                                         | Mietshaus in ehemals geschlossener Bebauung mit Vorgarten | Josephinenstraße 11 (Karte)                                                        | 1886 laut Bauakte                                                                                         | Typisches Mietshaus vom Ende des letzten Jahrhunderts, klar gegliederte Ziegelfassade mit breitem Kranzgesims, baugeschichtlich von Bedeutung | 09244723 |
|                                         | Mietshaus in geschlossener Bebauung mit Vorgarten | Josephinenstraße 12 (Karte)                                                        | 1889 | Gründerzeitliche Ziegelfassade mit sehr plastisch gestalteten Fenstereinrahmungen, interessant auf Grund der Blendbogenarkatur im vierten Obergeschoss, baugeschichtlich von Bedeutung | 09244519 |
|                                         | Mietshaus in geschlossener Bebauung mit Vorgarten | Josephinenstraße 13 (Karte)                                                        | 1894 | Abwechslungsreich gestaltete Ziegelfassade mit reichem Baudekor in Porphyr, von Bedeutung für das Straßenbild durch überhöhte Seitenrisalite, gemeinsam mit dem kongruent gestalteten Nachbarbau Nr. 15, baugeschichtlich von Bedeutung | 09244724 |
|                                         | Mietshaus in geschlossener Bebauung mit Vorgarten | Josephinenstraße 15 (Karte)                                                        | 1895 | Abwechslungsreich gestaltete Ziegelfassade mit reicher Bauornamentik in Porphyr, für das Straßenbild wichtig durch Seitenrisalite, gemeinsam mit dem analog gestalteten Nachbarbau Nr. 13, baugeschichtlich von Bedeutung | 09244385 |
|                                         | Mietshaus in geschlossener Bebauung mit Vorgarten | Josephinenstraße 17 (Karte)                                                        | 1912 | Qualitätvolle symmetrisch angelegte Putzfassade, reliefartige Putzornamentik typisch für die Zeit um 1910, einziger späterer Bau im Verlaufe des Straßenzuges und daher von Wichtigkeit für die Fassadengestaltung in der Josephinenstraße, baugeschichtlich von Bedeutung | 09244389 |
|                                         | Mietshaus in geschlossener Bebauung in Ecklage, mit Vorgarten | Josephinenstraße 19 (Karte)                                                        | 1892 | Großer gründerzeitlicher Wohnhausbau in markanter Ecksituation und von Bedeutung als Randbebauung des Josephinenplatzes, baugeschichtlich von Bedeutung | 09244401 |
|                                         | Mietshaus in Ecklage | Kanalstraße 10 (Karte)                                                             | 1906 | Einfaches Eckwohnhaus mit symmetrischer, lagebetonter Fassadengliederung, zurückhaltender Dekor, baugeschichtlich von Bedeutung | 09204061 |
|                                         | Mietshaus in geschlossener Bebauung | Kanalstraße 11 (Karte)                                                             | 1913 | Einfacher Mietsbau mit zurückhaltendem Dekor, Teil einer einheitlich bebauten und erhaltenen gründerzeitlichen Zeile mit den Häusern Kanalstraße 13–19 und Fritz-Matschke-Straße 16 und 18, baugeschichtlich von Bedeutung | 09204062 |
|                                         | Mietshaus in geschlossener Bebauung | Kanalstraße 12 (Karte)                                                             | 1893 | Qualitätvoller Mietsbau mit symmetrischer Fassadengliederung und Neorenaissancedekor, baugeschichtlich von Bedeutung | 09204060 |
|                                         | Mietshaus in geschlossener Bebauung | Kanalstraße 13 (Karte)                                                             | 1912 | Zeittypischer Mietsbau, bildet eine Einheit mit Kanalstraße 11 und 15–19 sowie Fritz-Matschke-Straße 16–18, dichter, variationsreicher Fassadenschmuck in Kunststein, baugeschichtlich von Bedeutung | 09204083 |
| Weitere Bilder                          | Mietshaus in geschlossener Bebauung | Kanalstraße 15 (Karte)                                                             | 1912 | Zeittypischer Mietsbau, bildet eine Einheit mit Kanalstraße 11–13 und 17–19 sowie Fritz-Matschke-Straße 16–18, dichter, variationsreicher Fassadenschmuck in Kunststein, baugeschichtlich von Bedeutung | 09204183 |
| Weitere Bilder                          | Mietshaus in geschlossener Bebauung | Kanalstraße 17 (Karte)                                                             | Bezeichnet mit 1911                                                                                       | Zeittypischer Mietsbau, bildet eine Einheit mit Kanalstraße 11–15 und 19 sowie Fritz-Matschke-Straße 16–18, dichter, variationsreicher Fassadenschmuck in Kunststein, baugeschichtlich von Bedeutung | 09204179 |
| Weitere Bilder                          | Mietshaus in geschlossener Bebauung | Kanalstraße 19 (Karte)                                                             | 1911 | Zeittypischer Mietsbau, bildet eine Einheit mit Kanalstraße 11–17 und Fritz-Matschke-Straße 16–18, dichter, variationsreicher Fassadenschmuck in Kunststein, baugeschichtlich von Bedeutung | 09204055 |
| Weitere Bilder                          | Mietshaus in ehemals geschlossener Bebauung | Kanalstraße 24 (Karte)                                                             | 1892 | Typischer Gründerzeitbau mit Klinkerfassade in ehemals geschlossenem Straßenzug, baugeschichtlich von Bedeutung | 09204023 |
| Weitere Bilder                          | Mietshaus in geschlossener Bebauung | Kanalstraße 26 (Karte)                                                             | 1892 | Zeittypischer Etagenwohnbau mit symmetrisch gegliederter Fassade, reiches Dekorsystem, baugeschichtlich von Bedeutung | 09204016 |
|                                         | Mietshaus in geschlossener Bebauung | Kanalstraße 28 (Karte)                                                             | 1909 | Außergewöhnlicher Mietsbau mit markanter Fassadenbildung, in Formen des geometrischen Jugendstils, baugeschichtlich von Bedeutung | 09204017 |
|                                         | Mietshaus in vormals geschlossener Bebauung | Kanalstraße 29 (Karte)                                                             | 1890 | Einfacher, aber qualitätvoller gründerzeitlicher Mietsbau mit zurückhaltendem Dekor (Ziegelmuster), baugeschichtlich von Bedeutung | 09302946 |
|                                         | Mietshaus in geschlossener Bebauung in Ecklage, mit Vorgarten zur Pleißbachstraße | Kanalstraße 30 (Karte)                                                             | 1910 | Repräsentativer Mietsbau in exponierter Lage an der Kreuzung verschiedener schräg aufeinandertreffender Straßenzüge und gegenüber einer begrünten Freifläche, qualitätvoller, akzentuiert gesetzter Fassadenschmuck, prägendes Turmmotiv, baugeschichtlich von Bedeutung | 09204046 |
|                                         | Mietshaus in vormals geschlossener Bebauung | Kanalstraße 33 (Karte)                                                             | 1891 | Symmetrische Fassadengliederung, zweifarbiger Ziegelverblender, weitestgehend unverändert, baugeschichtlich von Bedeutung | 09204037 |
|                                         | Mietshaus in geschlossener Bebauung | Kanalstraße 35 (Karte)                                                             | 1893 | Anspruchsvoll gestalteter gründerzeitlicher Mietsbau, markanter Dacherker, baugeschichtlich von Bedeutung | 09204038 |
|                                         | Mietshaus in geschlossener Bebauung konzipiert | Kanalstraße 37 (Karte)                                                             | 1910 | Qualitätvoller Putzbau, im Vestibül Malereien, baugeschichtlich von Bedeutung | 09204039 |
|                                         | Mietshaus in geschlossener Bebauung in Ecklage, mit Vorgarten zur Paul-Jäkel-Straße | Kanalstraße 41 (Karte)                                                             | 1912 | Markanter Eckwohnbau mit gekrümmter Fassade, im Reformstil der Zeit um 1910, lagebetonter Gliederung und zurückhaltendem Dekor, baugeschichtlich von Bedeutung | 09203987 |
| Weitere Bilder                          | Wohnhauszeile (mit Salzstraße 61) in Ecklage mit Vorgarten | Kesselgarten 2 (Karte)                                                             | Um 1928                                                                                                   | Gut erhaltenes Beispiel für Neues Bauen der 1920er Jahre, Architekt: Max Feistel, in Korrespondenz zur Schloßkirche, baugeschichtlich von Bedeutung | 09204024 |
|                                         | Villa Feistel mit Garten | Kesselgarten 3 (Karte)                                                             | 1928 | Wohnhaus des Architekten Max Feistel in Formen der Neuen Sachlichkeit, für Chemnitz seltenes Beispiel dieser Architekturrichtung, baukünstlerisch und bauhistorisch von Bedeutung | 09204212 |
|                                         | Wohnhaus in offener Bebauung, mit Garten und Einfriedung | Küchwaldring 6 (Karte)                                                             | 1920er Jahre                                                                                              | Kleiner, zurückhaltend gestalteter Wohnbau, eines der wenigen bekannten Werke des für die Chemnitzer Architektur der Zwischenkriegszeit bedeutsamen Max Feistel, weitestgehend original erhalten, baugeschichtlich von Bedeutung | 09204233 |
|                                         | Villa mit Remise, Garten und Einfriedung | Küchwaldring 8 (Karte)                                                             | 1927 laut Bauakte                                                                                         | Zurückhaltender Villenbau mit neoklassizistischen Formmotiven, hochwertige Innenausstattung | 09204058 |
|                                         | Villa mit Garten und Einfriedung | Küchwaldring 10 (Karte)                                                            | 1924 | Stattlicher Villenbau in städtebaulich reizvoller Lage am Rand des Küchwaldparks, für Chemnitz seltener Holzschindelbehang im Obergeschoss und an den Giebeln, baugeschichtlich von Bedeutung | 09204238 |
| Weitere Bilder                          | Villa, heute Kindergarten, mit Garten und Einfriedung | Küchwaldring 15 (Karte)                                                            | 1924 | Qualitätvoller traditionalistischer Bau mit neobarocken Zierformen und markantem Säulenvorbau, weitestgehend original, baugeschichtlich von Bedeutung | 09204157 |
|                                         | Ehemaliges Vereinsheim eines Arbeitersportvereins (heute Schullandheim), Einzeldenkmal der Sachgesamtheit 09306754                                                                                                 | Küchwaldring 26 (Karte)                                                            | 1920er Jahre                                                                                              | Einzeldenkmal der Sachgesamtheit Küchwaldpark; charakteristischer Bau der 1920er Jahre, baugeschichtlich von Bedeutung | 09204237 |
| Weitere Bilder                          | Villa mit Garten und Einfriedung | Küchwaldring 27 (Karte)                                                            | 1924 | Traditionalistischer Villenbau von besonders guter Qualität und in einwandfreiem Erhaltungszustand, baugeschichtlich von Bedeutung | 09204156 |
| Weitere Bilder                          | Küchwaldpark (Sachgesamtheit) | Küchwaldring 34 (Küchwaldring 20, 24, 26, 32, Sechserweg 15) (Karte)               | 1954 (Pioniereisenbahn); 1964 (Kosmonautenzentrum)                                                        | Sachgesamtheit Küchwaldpark mit folgenden Einzeldenkmalen: Waldpark, Freilichtbühne mit Bühnengebäude (Küchwaldring 34), Tennisanlage mit Clubhaus (Sechserweg 15) und ehemaliges Vereinsheim eines Arbeitersportvereins (heute Schullandheim, Küchwaldring 26), siehe 09204237, und folgenden Sachgesamtheitsteilen: Pioniereisenbahnanlage (Küchwaldring 24, 32) und Kosmonautenzentrum (Küchwaldring 20); Waldpark von beträchtlichen Ausmaßen mit äußerem Alleenring, Schneisen mit geradlinigen Wegen und Baumalleen, geschwungen geführtem Wegesystem, Wald- und Wiesenbereichen und landschaftlich gestalteten kleinen Tälern mit teils angestautem Bachlauf, Freilichtbühne zwischen Stil der Nationalen Bautradition der 1950er Jahre und Moderne, Tennisclubhaus im Stil der Neuen Sachlichkeit der 1920er Jahre, Vereinsheim charakteristischer Bau der 1920er Jahre, aus der DDR-Zeit Kosmonautenzentrum mit Raketenmodell und Wetterstation sowie Pioniereisenbahnanlage, baugeschichtlich, ortsgeschichtlich, städtebaulich, sozialgeschichtlich, landschaftsgestaltend und gartenkünstlerisch Bedeutung | 09306754 |
| Weitere Bilder                          | Waldpark, Freilichtbühne mit Bühnengebäude (Einzeldenkmale der Sachgesamtheit 09306754) | Küchwaldring 34 (Karte)                                                            | 1898–1900, später erweitert (Parkanlage); 1956–1963 (Freilichtbühne)                                      | Einzeldenkmale der Sachgesamtheit Küchwaldpark; Waldpark von beträchtlichen Ausmaßen mit äußerem Alleenring, Schneisen mit geradlinigen Wegen und Baumalleen, geschwungen geführtem Wegesystem, Wald- und Wiesenbereichen und landschaftlich gestalteten kleinen Tälern mit teils angestautem Bachlauf, Freilichtbühne zwischen Stil der Nationalen Bautradition der 1950er Jahre und Moderne, baugeschichtlich, ortsgeschichtlich, städtebaulich, sozialgeschichtlich, landschaftsgestaltend und gartenkünstlerisch von Bedeutung | 09204237 |
| Weitere Bilder                          | Schule mit Vorgarten (Schloss-Schule) | Küchwaldstraße 4 (Karte)                                                           | Bezeichnet mit 1876                                                                                       | Mächtiges, kubisches Schulgebäude auf mehrgliedrigem Grundriss mit klar strukturierter Fassade in Formen der Neorenaissance, baugeschichtlich von Bedeutung | 09204219 |
| Direkt Bild zu diesem Denkmal hochladen | Wohnhaus mit Garten und Einfriedung sowie Garage | Küchwaldstraße 10 (Karte)                                                          | 1936 | Wohnhaus mit qualitätvoller architektonischer Gestaltung, typisch für stilistische Haltung der ersten Hälfte der 1930er Jahre – zwischen Moderne und Heimatstil, zeitgleich errichtete Gargage sowie Garten mit Wegeführung um das Haus, bau- und gartengeschichtlich von Bedeutung | 09307398 |
|                                         | Schmuckplatz mit Transformatorenhäuschen | Leipziger Platz (Karte)                                                            | 1895 (Schmuckplatz); um 1930 (Trafostation)                                                               | Kleiner, in seiner Grundform dreieckiger Stadtplatz mit innerer hufeisenförmiger Platzfläche, im Winkel zweier spitz aufeinandertreffender Straßen, erhaltener Baumbestand und Transformatorenhäuschen mit architektonischer Gestaltung als Blickfang in zentraler Lage des Platzes, baugeschichtlich von Bedeutung | 09204109 |
| Weitere Bilder                          | Wohnhauszeile (bauliche Einheit mit Matthesstraße 21/23) | Leipziger Straße 1, 3, 5 (Karte)                                                   | 1954 | Qualitätvolle Wohnanlage in Form einer Zeilenbebauung mit zwei Eckgebäuden, zeittypische Mietwohnbauten der 1950er Jahre im Stil der Nationalen Bautradition, Nr. 1 ein in die Neubauzeile einbezogener Gründerzeitbau, Ladeneinbau im gründerzeitlichen Eckhaus hervorgehoben durch schwere Natursteingewände, siehe auch unter Matthesstraße 21, baugeschichtlich von Bedeutung | 09204011 |
| Weitere Bilder                          | Mietshaus in ehemals geschlossener Bebauung | Leipziger Straße 17 (Karte)                                                        | Um 1905                                                                                                   | Anspruchsvoll gestalteter Mietsbau mit differenziertem Bauschmuck und markanter, in Chemnitz seltener überstehender Traufe, baugeschichtlich von Bedeutung | 09204075 |
| Weitere Bilder                          | Mietshaus in geschlossener Bebauung | Leipziger Straße 107 (Karte)                                                       | 1893 | Qualitätvoller Mietsbau, ausgewogene, flankenbetonte Fassadengliederung mit zeitgenössischen Dacherkern, baugeschichtlich von Bedeutung. Repräsentativer viergeschossiger Klinkerbau mit Laden im Erdgeschoss. Originalputz im Erdgeschoss verloren, Ladeneinbau vermutlich zeitgenössisch. In den Obergeschossen roter Ziegelverblender, Seitenrisalite, Gesimsgliederung. Originale Dachlandschaft erhalten. Das Haus gehört zur historischen Bebauung der Leipziger Straße, die nur noch in Rudimenten erhalten ist. Bis in die 1990er Jahre wurde die Leipziger Straße durch eine Reihe kleinerer Putzbauten des ausgehenden 19. Jahrhunderts sowie repräsentative mehrgeschossige Mietshäuser geprägt. Durch den langjährigen Leerstand der Putzbauten kam es zu großflächigen Abbrüchen und einer teilweisen Neubebauung. Die mehrgeschossigen Mietshäuser blieben dagegen weitgehend erhalten und erinnern heute noch an das ursprüngliche Erscheinungsbild des Straßenzuges. Ihnen kommt aus unserer Sicht eine große stadtentwicklungsgeschichtliche sowie städtebauliche Bedeutung zu. | 09204162 |
| Weitere Bilder                          | Mietshaus in geschlossener Bebauung | Leipziger Straße 109 (Karte)                                                       | 1880 | Qualitätvoller Mietsbau mit ausgewogener Fassadengliederung, leichte Mittenbetonung, originales Durchfahrtstor (nicht mehr vorhanden), baugeschichtlich von Bedeutung | 09204163 |
| Weitere Bilder                          | Mietshaus in geschlossener Bebauung | Leipziger Straße 111 (Karte)                                                       | 1910 | Zeittypischer Putzbau von städtebaulichem und baugeschichtlichem Wert | 09300459 |
| Weitere Bilder                          | Mietshaus in geschlossener Bebauung in Ecklage mit zwei Läden und Vorgarten zur Glauchauer Straße | Leipziger Straße 113 (Karte)                                                       | 1907 | Qualitätvoller Mietsbau in markanter Ecklage an schrägverlaufender Straßenkreuzung, lagebetonte Fassadengliederung, baugeschichtlich von Bedeutung | 09204115 |
| Weitere Bilder                          | Mietshaus in halboffener Bebauung in Ecklage, mit Vorgarten zur Glauchauer Straße | Leipziger Straße 115 (Karte)                                                       | 1907 | Origineller gründerzeitlicher Mietsbau mit Jugendstilelementen, markante Eckausbildung in städtebaulich reizvoller Lage an schräglaufender Straßenkreuzung, baugeschichtlich von Bedeutung | 09204116 |
| Weitere Bilder                          | Mietshaus in geschlossener Bebauung | Leipziger Straße 117 (Karte)                                                       | Bezeichnet mit 1907                                                                                       | Qualitätvoller gründerzeitlicher Mietsbau mit Jugendstilelementen, dichte Fassadengliederung, weitestgehend original, baugeschichtlich von Bedeutung | 09204164 |
|                                         | Mietshaus in geschlossener Bebauung | Limbacher Straße 4 (Karte)                                                         | 1898 | Mit Läden, zeittypischer Mietsbau mit symmetrischem Fassadenaufbau und Neorenaissancedekor, unberührt erhaltene Dachzone, schützenswert auch aus städtebaulichen Gründen als Teil einer geschlossenen Gründerzeitzeile, baugeschichtlich von Bedeutung | 09204006 |
|                                         | Mietshaus in geschlossener Bebauung | Limbacher Straße 6 (Karte)                                                         | Bezeichnet mit 1893                                                                                       | Mit Laden, qualitätvoller Mietsbau mit symmetrischem, mittenbetontem Fassadendekor im Neorenaissancestil, unberührte Dachzone, Teil einer gründerzeitlichen Zeile, baugeschichtlich von Bedeutung | 09204007 |
|                                         | Mietshaus in geschlossener Bebauung | Limbacher Straße 8 (Karte)                                                         | 1891 | Schlichter Mietsbau mit zeittypischem Dekor, älterer Gewerbebau im Hof vor 2009 abgebrochen, Vorderhaus Teil einer erhaltenswerten Gründerzeitzeile, baugeschichtlich von Bedeutung | 09204008 |
|                                         | Mietshaus in geschlossener Bebauung | Limbacher Straße 10 (Karte)                                                        | 1884 | Mit Laden, schlichter Mietsbau mit zeittypisch zurückhaltendem Dekor in klassizisierenden Formen, originaler Ladeneingang mit Schaufenster, Teil einer gründerzeitlichen Zeilenbebauung, baugeschichtlich von Bedeutung | 09204009 |
|                                         | Mietshaus in geschlossener Bebauung | Limbacher Straße 12 (Karte)                                                        | 1885 | Schlichter Mietsbau mit zeittypischem Dekor in klassizisierenden Formen, Teil einer gründerzeitlichen Zeilenbebauung, baugeschichtlich von Bedeutung | 09204010 |
|                                         | Mietshaus in geschlossener Bebauung | Limbacher Straße 14 (Karte)                                                        | 1885 | Anspruchsvoll gestalteter, symmetrisch gegliederter Mietsbau, prächtiges originales Einfahrtstor, baugeschichtlich von Bedeutung | 09203999 |
|                                         | Mietshaus in geschlossener Bebauung | Limbacher Straße 16 (Karte)                                                        | 1889 | Repräsentativer Mietsbau, symmetrischer Fassadenaufbau, straßenbildprägende Dachaufbauten, baugeschichtlich von Bedeutung | 09203998 |
|                                         | Mietshaus in geschlossener Bebauung konzipiert | Limbacher Straße 18 (Karte)                                                        | Bezeichnet mit 1905                                                                                       | Mit Laden, qualitätvoller Mietsbau, Jugendstilformen, markanter Dacherker, baugeschichtlich von Bedeutung | 09203997 |
|                                         | Mietshaus in halboffener Bebauung in Ecklage | Limbacher Straße 28 (Karte)                                                        | Um 1905                                                                                                   | Schlichter Mietsbau mit lagebetontem Fassadenaufbau, einfaches Dekor, baugeschichtlich von Bedeutung | 09203982 |
| Direkt Bild zu diesem Denkmal hochladen | Mietshaus in offener Bebauung | Limbacher Straße 34 (Karte)                                                        | 1890 | Spätgründerzeitlicher Bau mit historisierender, symmetrisch angeordneter Klinker-Werkstein-Fassade, Beispiel der Wohnbauentwicklung aus der Zeit um 1900, bau- und stadtentwicklungsgeschichtlich von Bedeutung. Bei dem 1890 errichteten viergeschossigen Mietshaus handelt es sich um einen spätgründerzeitlichen Bau mit historisierender, symmetrisch angeordneter Klinker-Werkstein-Fassade. In der Bauakte wird Alexia Haller als Bauherrin angegeben. Das recht hohe Erdgeschoss ist verputzt und besitzt einen um zwei Stufen leicht nach innen versetzten mittigen Hauseingang. Sowohl die Hauseingangstür, als auch die beiden benachbarten Fensterachsen sind rundbogig. Die drei Obergeschosse besitzen eine rote Klinkerfassade, deren Mittelachsen in den ersten beiden Obergeschossen durch einen Segmentbogen- und Dreiecksgiebelabschluss betont werden. Eine horizontale Gliederung erhält die Fassade durch Gurtgesimse zwischen dem Erd- und erstem Obergeschoss sowie dem zweiten und dritten Obergeschoss. Unter der Traufe befindet sich ein Schmuckfries in gelben Klinkern. Das Satteldach besitzt originale Dachhäuschen. Das Treppenhaus im Inneren des Gebäudes ist weitgehend original erhalten. Dazu gehören das schmiedeeiserne Treppengeländer, Fliesenfußböden, Wohnungseingangstüren, Lampen und Garderobenhalter. Als Beispiel der Wohnbauentwicklung der Zeit um 1900 ist das Mietshaus bau- und stadtentwicklungsgeschichtlich bedeutend. | 09306567 |
| Weitere Bilder                          | Mietshaus in geschlossener Bebauung | Lohrstraße 2 (Karte)                                                               | 1887 | Gründerzeitliche Ziegelfassade mit abwechslungsreichen Fensterverdachungen, baugeschichtlich von Bedeutung | 09244919 |
| Weitere Bilder                          | Mietshaus in geschlossener Bebauung | Lohrstraße 3 (Karte)                                                               | Bezeichnet mit 1888                                                                                       | Gründerzeitliches Mietshaus, Fassade mit üppiger Bauplastik, typisch für die Lohrstraße, baugeschichtlich von Bedeutung | 09244623 |
| Weitere Bilder                          | Mietshaus in geschlossener Bebauung | Lohrstraße 4 (Karte)                                                               | 1870 | Gründerzeitlicher Etagenwohnbau von bemerkenswerter Gestaltungsqualität, in gutem Zustand, baugeschichtlich von Bedeutung | 09244629 |
| Weitere Bilder                          | Mietshaus in geschlossener Bebauung | Lohrstraße 5 (Karte)                                                               | 1890 | Für die Lohrstraße eher schlichte, aber qualitätvolle gründerzeitliche Ziegelfassade, gegliedert von porphyrnen Elementen, baugeschichtlich von Bedeutung | 09244624 |
| Weitere Bilder                          | Mietshaus in geschlossener Bebauung | Lohrstraße 6 (Karte)                                                               | 1889 | Bemerkenswerter, anspruchsvoll gestalteter Bau, ganz mit gelben Ziegelverblendern verkleidet (ähnlich wie Nr. 12), in gutem Zustand, baugeschichtlich von Bedeutung | 09244628 |
| Weitere Bilder                          | Mietshaus in geschlossener Bebauung | Lohrstraße 10 (Karte)                                                              | Bezeichnet mit 1909                                                                                       | Bemerkenswert als einer der seltenen jüngeren Bauten im Viertel, Zeuge der Modernisierung des architektonischen Formenvokabulars nach 1900, in gutem Zustand, baugeschichtlich von Bedeutung | 09244627 |
|                                         | Mietshaus in geschlossener Bebauung | Lohrstraße 11 (Karte)                                                              | 1890 | Anspruchsvoll gestalteter, gut erhaltener gründerzeitlicher Etagenwohnbau, baugeschichtlich von Bedeutung | 09302947 |
| Weitere Bilder                          | Mietshaus in geschlossener Bebauung | Lohrstraße 12 (Karte)                                                              | 1891 | Auf Grund seiner architektonisch anspruchsvollen Fassadenverkleidung bemerkenswerter Bau, ganz mit gelben Ziegelverblendern verkleidet, in sehr gutem Zustand, baugeschichtlich von Bedeutung | 09244626 |
| Weitere Bilder                          | Mietshaus in geschlossener Bebauung | Lohrstraße 13 (Karte)                                                              | 1890 | Anspruchsvoll gestalteter, gut erhaltener gründerzeitlicher Etagenwohnbau, baugeschichtlich von Bedeutung | 09244630 |
| Weitere Bilder                          | Mietshaus in geschlossener Bebauung, in Ecklage | Lohrstraße 17 (Karte)                                                              | 1890 | Schlichte gründerzeitliche Mietshausarchitektur in städtebaulich bedeutender Lage am Zöllnerplatz/Lohrstraße, baugeschichtlich von Bedeutung | 09244625 |
|                                         | Mietshaus in geschlossener Bebauung konzipiert | Lohrstraße 21 (Karte)                                                              | 1907 | Symmetrisch angelegte Fassade mit verschiedenartigen Fensterumrahmungen in Porphyr, baugeschichtlich von Bedeutung | 09244912 |
|                                         | Mietshaus in geschlossener Bebauung in Ecklage mit Vorgarten | Lohrstraße 31 (Karte)                                                              | 1901 | Typischer gründerzeitlicher Etagenwohnbau in markanter städtebaulicher Situation, wertvoll auf Grund gut erhaltener Innendetails, baugeschichtlich von Bedeutung | 09244904 |
|                                         | Mietshaus in geschlossener Bebauung konzipiert, mit Vorgarten | Lohrstraße 32 (Karte)                                                              | 1912 | Ausgesprochen aufwendiger und prächtiger Mietshausbau, straßenbildprägende Balkone und Eingangsarkade aus Porphyr, baugeschichtlich von Bedeutung | 09244913 |
|                                         | Mietshaus in geschlossener Bebauung mit Vorgarten | Lohrstraße 33 (Karte)                                                              | 1911 laut Bauakte                                                                                         | Einfacher Mietsbau, typisch für reduzierte Formensprache um 1910, weitgehend original, baugeschichtlich von Bedeutung | 09244905 |
|                                         | Mietshaus in geschlossener Bebauung mit Vorgarten | Lohrstraße 35 (Karte)                                                              | 1911 | Zurückhaltend, jedoch qualitätvoll gestalteter Etagenwohnbau, weitestgehend original erhalten, baugeschichtlich von Bedeutung | 09244906 |
|                                         | Mietshaus in geschlossener Bebauung konzipiert, mit Vorgarten | Lohrstraße 36 (Karte)                                                              | 1909 laut Bauakte                                                                                         | Zurückhaltend gegliedertes Mietshaus mit zwei für das Straßenbild prägenden, geschossübergreifenden Erkern, baugeschichtlich von Bedeutung | 09244909 |
|                                         | Mietshaus in geschlossener Bebauung mit Vorgarten | Lohrstraße 37 (Karte)                                                              | 1911 | Sehr schlichter Bau, typische Fassadengestaltung für die Architektur um 1910, baugeschichtlich von Bedeutung | 09244908 |
|                                         | Mietshaus in geschlossener Bebauung mit Vorgarten | Lohrstraße 38 (Karte)                                                              | 1909 laut Bauakte                                                                                         | Zurückhaltend gegliederte Fassade, typisch für die Zeit um 1910, baugeschichtlich von Bedeutung | 09244910 |
|                                         | Mietshaus in geschlossener Bebauung mit Vorgarten | Lohrstraße 40 (Karte)                                                              | 1910 | Typischer Mietshausbau der Zeit um 1910, eher schlicht gehaltene Fassade mit abstrakt ornamentierten Brüstungsfeldern, baugeschichtlich von Bedeutung | 09244911 |
|                                         | Mietshaus in halboffener Bebauung mit Vorgarten | Lohrstraße 42 (Karte)                                                              | 1911 | Plastisch gestaltetes Gebäude, welches seine städtebauliche Ecklage durch einen rund ausgreifenden Erker mit Giebel architektonisch interpretiert, baugeschichtlich von Bedeutung | 09244907 |
|                                         | Mietshaus in geschlossener Bebauung | Lotharstraße 1 (Karte)                                                             | 1906 | Anspruchsvoll gestalteter Mietsbau mit symmetrisch gegliederter Fassade in gutem Erhaltungszustand, qualitätvoller Dekor in Formen des geometrischen Jugendstils, baugeschichtlich von Bedeutung | 09204141 |
|                                         | Mietshaus in geschlossener Bebauung | Lotharstraße 3 (Karte)                                                             | 1906 | Qualitätvoller Mietsbau mit akzentuiert gegliederter Fassade und zeittypischem Dekor, Anklänge an Formen des geometrischen Jugendstils, baugeschichtlich von Bedeutung | 09204140 |
|                                         | Mietshaus in geschlossener Bebauung | Lotharstraße 5 (Karte)                                                             | 1908 | Äußerst qualitätvoller Etagenwohnbau mit klar strukturierter, symmetrischer Fassade und reichhaltigem, differenziert angebrachtem Dekor in Formen des geometrischen Jugendstils, baugeschichtlich von Bedeutung | 09204139 |
|                                         | Mietshaus in geschlossener Bebauung | Lotharstraße 7 (Karte)                                                             | 1910 | Imposanter Mietsbau mit stark plastisch durchgliederter, symmetrischer Fassade und kräftigem Putzdekor in Formen des geometrischen Jugendstils, baugeschichtlich von Bedeutung | 09204144 |
| Weitere Bilder                          | Mietshaus in geschlossener Bebauung in Ecklage | Lotharstraße 9 (Karte)                                                             | Bezeichnet mit 1909                                                                                       | Mit Laden, mächtiger Eckbau mit lagebetonter Fassadengliederung und reichem Dekor in Formen des geometrischen Jugendstils, baugeschichtlich von Bedeutung | 09204143 |
|                                         | Mietshaus in geschlossener Bebauung | Ludwigstraße 25 (Karte)                                                            | 1891 | Qualitätvoller Mietsbau mit akzentuiert gegliederter Fassade und klassizisierendem Dekor, baugeschichtlich von Bedeutung | 09204125 |
|                                         | Mietshaus in geschlossener Bebauung in Ecklage, mit Läden | Ludwigstraße 26 (Karte)                                                            | 1887 | Markanter Eckbau mit symmetrischer, lagebetonter Fassadengliederung und qualitätvollem Dekor, baugeschichtlich von Bedeutung | 09204090 |
|                                         | Mietshaus in geschlossener Bebauung konzipiert | Ludwigstraße 27 (Karte)                                                            | 1909 | Zeittypischer gründerzeitlicher Mietsbau, Klinkerfassade, baugeschichtlich von Bedeutung | 09204124 |
|                                         | Mietshaus in geschlossener Bebauung | Ludwigstraße 28 (Karte)                                                            | 1903 | Qualitätvoller Mietsbau mit symmetrisch gegliederter Fassade und reichem Dekor in den Formen der Neostile, baugeschichtlich von Bedeutung | 09204126 |
|                                         | Mietshaus in geschlossener Bebauung | Ludwigstraße 30 (Karte)                                                            | 1903 | Schlichter Mietsbau mit symmetrischer Fassadengliederung und zurückhaltendem Dekor in zeittypischen Formen, baugeschichtlich von Bedeutung | 09204121 |
|                                         | Mietshaus in geschlossener Bebauung konzipiert | Ludwigstraße 31 (Karte)                                                            | 1910 | Schlichter Mietsbau in Klinkermischbauweise mit zeittypischem Dekor, baugeschichtlich von Bedeutung | 09204129 |
|                                         | Mietshaus in geschlossener Bebauung | Ludwigstraße 32 (Karte)                                                            | 1903 | Qualitätvoller Mietsbau mit symmetrisch gegliederter Fassade und akzentuierendem Dekor, baugeschichtlich von Bedeutung | 09204122 |
|                                         | Mietshaus in geschlossener Bebauung konzipiert | Ludwigstraße 33 (Karte)                                                            | 1905 | Qualitätvoller Mietsbau mit symmetrisch gegliederter Fassade und zeittypischem Dekor, baugeschichtlich von Bedeutung | 09204128 |
|                                         | Mietshaus in geschlossener Bebauung konzipiert | Ludwigstraße 34 (Karte)                                                            | 1905 | Qualitätvoller Mietsbau mit symmetrisch gegliederter Fassade und zurückhaltendem Dekor, baugeschichtlich von Bedeutung | 09204123 |
|                                         | Mietshaus in geschlossener Bebauung | Ludwigstraße 37 (Karte)                                                            | 1903 | Qualitätvoller Mietsbau mit symmetrisch gegliederter Fassade und reichem Bauschmuck in zeittypischen Formen, Teil einer geschlossen erhaltenen Gründerzeitzeile, baugeschichtlich von Bedeutung | 09204134 |
|                                         | Mietshaus in Ecklage | Ludwigstraße 38 (Karte)                                                            | 1904 | Anspruchsvoll gestalteter Eckbau mit markantem Giebelmotiv, symmetrische Fassadengliederung, reicher Dekor, baugeschichtlich von Bedeutung | 09204118 |
|                                         | Mietshaus in geschlossener Bebauung | Ludwigstraße 39 (Karte)                                                            | 1904 | Anspruchsvoll gestalteter Mietsbau mit symmetrischer Fassadengestaltung, reich dekorierter Dacherker in Neogotik- und Neorenaissanceformen, baugeschichtlich von Bedeutung | 09204133 |
|                                         | Mietshaus in geschlossener Bebauung | Ludwigstraße 40 (Karte)                                                            | 1904 | Schlichter Mietsbau mit symmetrischer Fassade und zeittypischem Dekor, baugeschichtlich von Bedeutung | 09204120 |
|                                         | Mietshaus in geschlossener Bebauung | Ludwigstraße 41 (Karte)                                                            | 1902 | Anspruchsvoll gestalteter Mietsbau mit symmetrischer Fassadengliederung und reichem Dekor, Teil einer geschlossen erhaltenen Gründerzeitzeile, baugeschichtlich von Bedeutung | 09204138 |
| Weitere Bilder                          | Mietshaus in geschlossener Bebauung mit rückwärtigem Gewerbebau | Ludwigstraße 42, 42a (Karte)                                                       | 1910 (Mietshaus); um 1920 (Gewerbegebäude)                                                                | Anspruchsvoll gestalteter Mietsbau mit belebter Fassadengliederung und reichhaltigem Dekor, Anklänge an Formen des geometrischen Jugendstils, bemerkenswertes Gewerbegebäude im Hinterhof mit zweifarbiger Klinkerverkleidung und Originalfenstern, baugeschichtlich von Bedeutung | 09204245 |
|                                         | Mietshaus in geschlossener Bebauung | Ludwigstraße 43 (Karte)                                                            | 1902 | Anspruchsvoll gestalteter Mietsbau mit klar gegliederter, symmetrischer Fassade und reichhaltigem Dekor in zeittypischen Formen, Teil einer geschlossen erhaltenen Gründerzeitzeile, baugeschichtlich von Bedeutung | 09204137 |
|                                         | Mietshaus in geschlossener Bebauung | Ludwigstraße 44 (Karte)                                                            | 1910 | Qualitätvoller Mietsbau, Jugendstilmotive, baugeschichtlich von Bedeutung | 09204171 |
|                                         | Mietshaus in geschlossener Bebauung in Ecklage | Ludwigstraße 45 (Karte)                                                            | 1901 | Qualitätvoller Mietsbau in städtebaulich wirkungsvoller Ecksituation gegenüber einer öffentlichen Grünanlage, Teil einer weitgehend geschlossen erhaltenen Gründerzeitzeile, außergewöhnliche Treppenhausgestaltung, baugeschichtlich von Bedeutung | 09204136 |
| Weitere Bilder                          | Mietshaus in geschlossener Bebauung | Ludwigstraße 46 (Karte)                                                            | 1906–1907                                                                                                 | Einfacher, aber qualitätvoller, gründerzeitlicher Mietsbau, baugeschichtlich von Bedeutung, Teil einer geschlossen erhaltenen Straßenzeile, baugeschichtlich von Bedeutung | 09302931 |
| Weitere Bilder                          | Schmuckplatz | Luisenplatz (Karte)                                                                | 1896–1897                                                                                                 | Unregelmäßige fünfeckige Platzanlage, mit landschaftlicher Bodenmodellierung, Wegeführung und raumgliederndem Gehölzbestand, ursprüngliche Grundstruktur vorhanden, städtebaulich und gartenkünstlerisch von Bedeutung, baugeschichtlich von Bedeutung | 09204203 |
|                                         | Mietshaus in halboffener Bebauung mit Vorgarten | Luisenplatz 11 (Karte)                                                             | Bezeichnet mit 1909                                                                                       | Mietsbau von bemerkenswerter Qualität, anspruchsvoller Fassadenschmuck in Formen eines barockisierenden Jugendstils, außen und innen unverändert, im Vestibül Kachelverkleidung und sparsamer Deckenstuck, baugeschichtlich von Bedeutung | 09204042 |
|                                         | Mietshaus in Ecklage mit Vorgarten und Resten der Einfriedung (bauliche Einheit mit Luisenstraße 1) | Luisenplatz 13 (Karte)                                                             | 1907 | Anspruchsvoll gestalteter Mietsbau, Putzgliederung mit Jugendstilmotiven, weitestgehend original, im Vestibül Kachelverkleidung und sparsamer Stuckdekor, baugeschichtlich von Bedeutung | 09204043 |
| Weitere Bilder                          | Mietshauszeile in geschlossener Bebauung, mit Vorgärten | Luisenplatz 16, 18, 20, 22, 24 (Karte)                                             | Bezeichnet mit 1887 (Nr. 16); 1887 (Nr. 18, 24); 1889 (Nr. 20, 22)                                        | Mietsbauten in markanter Lage am Luisenplatz, mit zeittypisch zurückhaltender Fassadengliederung, baugeschichtlich von Bedeutung | 09204022 |
|                                         | Mietshaus in halboffener Bebauung mit Vorgarten (bauliche Einheit mit Luisenplatz 13) | Luisenstraße 1 (Karte)                                                             | 1907 | Qualitätvoller Mietsbau, symmetrische Fassadengliederung, innen vermutlich weitgehend unverändert, baugeschichtlich von Bedeutung | 09204045 |
|                                         | Villa mit Garten | Luisenstraße 18 (Karte)                                                            | 1880 | Gediegener Bau von ausgewogener Proportionierung mit feiner Gliederung in bestem Erhaltungszustand, Verdacht auf qualitätvolle Innenausstattung, baugeschichtlich von Bedeutung | 09204029 |

## Ehemalige Denkmäler
| Bild                                    | Bezeichnung                                   | Lage                                   | Datierung             | Beschreibung | ID       |
| --------------------------------------- | --------------------------------------------- | -------------------------------------- | --------------------- | --- | -------- |
|                                         | Mietshaus                                     | Arthur-Bretschneider-Straße 24 (Karte) | 1909                  | Erhalten, Streichung aus der Denkmalliste 2010 |          |
| Direkt Bild zu diesem Denkmal hochladen | Mietshaus und Laden                           | Bergstraße 14 (Karte)                  | 1882                  | Abgerissen 2009, Streichung aus der Denkmalliste vor 2010 |          |
|                                         | Mietshaus und Vorgarten                       | Blankenauer Straße 12 (Karte)          | 1907                  | Erhalten, Streichung aus der Denkmalliste 2010 |          |
| Direkt Bild zu diesem Denkmal hochladen | Fabrik                                        | Blankenauer Straße 39 (Karte)          | Um 1880               | Abgerissen zwischen 2001 und 2006, Streichung aus der Denkmalliste vor 2010                                                                                     |          |
| Direkt Bild zu diesem Denkmal hochladen | Mietshaus                                     | Eckstraße 15 (Karte)                   | Um 1870               | Abgerissen zwischen 2001 und 2006, ehemals Eigentum der GGG, Streichung aus der Denkmalliste vor 2010                                                           |          |
| Direkt Bild zu diesem Denkmal hochladen | Mietshaus                                     | Eckstraße 17 (Karte)                   | Um 1870               | Abgerissen zwischen 2001 und 2006, Streichung aus der Denkmalliste vor 2010                                                                                     |          |
| Direkt Bild zu diesem Denkmal hochladen | Mietshaus                                     | Eckstraße 19 (Karte)                   | Um 1870               | Abgerissen zwischen 2001 und 2006, Streichung aus der Denkmalliste vor 2010                                                                                     |          |
| Direkt Bild zu diesem Denkmal hochladen | Mietshaus                                     | Eckstraße 21 (Karte)                   | Um 1870               | Abgerissen zwischen 2001 und 2006, ehemals Eigentum der GGG, Streichung aus der Denkmalliste vor 2010                                                           |          |
|                                         | Mietshaus und Vorgarten                       | Further Straße 23 (Karte)              | 1911                  | Erhalten, Streichung aus der Denkmalliste 2010 |          |
| Direkt Bild zu diesem Denkmal hochladen | Gewerbegebäude                                | Further Straße 29a (Karte)             |                       | Abgerissen vor 2001, Streichung aus der Denkmalliste vor 2010                                                                                                   |          |
| Direkt Bild zu diesem Denkmal hochladen | Mietshaus                                     | Hartmannstraße 38 (Karte)              | Um 1880               | Abgerissen 2006, Streichung aus der Denkmalliste vor 2010 |          |
| Direkt Bild zu diesem Denkmal hochladen | Mietshaus und Laden                           | Hartmannstraße 40 (Karte)              | Um 1880               | Abgerissen 2006, Streichung aus der Denkmalliste vor 2010 |          |
| Direkt Bild zu diesem Denkmal hochladen | Mietshaus und Laden                           | Hartmannstraße 42 (Karte)              | 1889                  | Abgerissen 2006, Streichung aus der Denkmalliste vor 2010 |          |
| Direkt Bild zu diesem Denkmal hochladen | Mietshaus                                     | Hauboldstraße 17 (Karte)               | Mitte 19. Jahrhundert | Abgerissen zwischen 2001 und 2006, ehemals Eigentum der GGG, Streichung aus der Denkmalliste vor 2010                                                           |          |
|                                         | Wohnhaus in geschlossener Bebauung konzipiert | Hauboldstraße 22 (Karte)               | Bezeichnet mit 1844   | Kleines schlichtes Wohnhaus mit schönem Eingangsportal aus Porphyr, besonders wertvoll als Zeugnis der frühen Bebauung des Viertels. 2013 abgerissen.           | 09244822 |
|                                         | Wohnhaus in geschlossener Bebauung            | Hauboldstraße 24 (Karte)               | Mitte 19. Jahrhundert | Schlichtes Gebäude, weitestgehend original, besonders wertvoll als für Chemnitz seltener Zeuge einer niedrigen vorstädtischen Wohnarchitektur. 2013 abgerissen. | 09244814 |
| Direkt Bild zu diesem Denkmal hochladen | Mietshaus                                     | Hauboldstraße 25 (Karte)               | Mitte 19. Jahrhundert | Abgerissen zwischen 2001 und 2006, ehemals Eigentum der GGG, Streichung aus der Denkmalliste vor 2010                                                           |          |
| Direkt Bild zu diesem Denkmal hochladen | Laden                                         | Josephinenstraße 3 (Karte)             | Um 1885               | Laden augenscheinlich nicht mehr vorhanden, Streichung aus der Denkmalliste vor 2010                                                                            |          |
| Direkt Bild zu diesem Denkmal hochladen | Mietshaus                                     | Kanalstraße 22 (Karte)                 | 1894                  | Abgerissen zwischen 2001 und 2006, Streichung aus der Denkmalliste vor 2010                                                                                     |          |
| Direkt Bild zu diesem Denkmal hochladen | Mietshaus                                     | Leipziger Straße 16 (Karte)            | Um 1880               | Abgerissen vor 2001, Streichung aus der Denkmalliste vor 2010                                                                                                   |          |
| Direkt Bild zu diesem Denkmal hochladen | Mietshaus                                     | Leipziger Straße 18 (Karte)            | Um 1880               | Abgerissen vor 2001, Streichung aus der Denkmalliste vor 2010                                                                                                   |          |
| Direkt Bild zu diesem Denkmal hochladen | Wohnhaus                                      | Leipziger Straße 20 (Karte)            | Um 1880               | Abgerissen vor 2001, Streichung aus der Denkmalliste vor 2010                                                                                                   |          |
| Direkt Bild zu diesem Denkmal hochladen | Mietshaus und Laden                           | Leipziger Straße 74 (Karte)            | 1904                  | Abgerissen zwischen 2006 und 2009, Streichung aus der Denkmalliste vor 2010                                                                                     |          |
| Direkt Bild zu diesem Denkmal hochladen | Mietshaus                                     | Leipziger Straße 76 (Karte)            | 1906                  | Abgerissen zwischen 2006 und 2009, Streichung aus der Denkmalliste vor 2010                                                                                     |          |
| Direkt Bild zu diesem Denkmal hochladen | Mietshaus                                     | Leipziger Straße 78 (Karte)            | 1906                  | Abgerissen zwischen 2006 und 2009, Streichung aus der Denkmalliste vor 2010                                                                                     |          |
|                                         | Mietshaus und Vorgarten                       | Lohrstraße 16 (Karte)                  | 1891                  | Erhalten, Streichung aus der Denkmalliste 2010 |          |
| Direkt Bild zu diesem Denkmal hochladen | Mietshaus                                     | Lohrstraße 19 (Karte)                  | 1905                  | Abgerissen 2005, Streichung aus der Denkmalliste 2010 |          |
|                                         | Mietshaus und Vorgarten                       | Lohrstraße 30 (Karte)                  | 1908                  | Erhalten, Streichung aus der Denkmalliste 2010 |          |

## Tabellenlegende
- Bild: Bild des Kulturdenkmals, ggf. zusätzlich mit einem Link zu weiteren Fotos des Kulturdenkmals im Medienarchiv Wikimedia Commons. Wenn man auf das Kamerasymbol klickt, können Fotos zu Kulturdenkmalen aus dieser Liste hochgeladen werden:
- Bezeichnung: Denkmalgeschützte Objekte und ggf. Bauwerksname des Kulturdenkmals
- Lage: Straßenname und Hausnummer oder Flurstücknummer des Kulturdenkmals. Die Grundsortierung der Liste erfolgt nach dieser Adresse. Der Link (Karte) führt zu verschiedenen Kartendiensten mit der Position des Kulturdenkmals. Fehlt dieser Link, wurden die Koordinaten noch nicht eingetragen. Sind diese bekannt, können sie über ein Tool mit einer Kartenansicht einfach nachgetragen werden. In dieser Kartenansicht sind Kulturdenkmale ohne Koordinaten mit einem roten bzw. orangen Marker dargestellt und können durch Verschieben auf die richtige Position in der Karte mit Koordinaten versehen werden. Kulturdenkmale ohne Bild sind an einem blauen bzw. roten Marker erkennbar.
- Datierung: Baubeginn, Fertigstellung, Datum der Erstnennung oder grobe zeitliche Einordnung entsprechend des Eintrags in der sächsischen Denkmaldatenbank
- Beschreibung: Kurzcharakteristik des Kulturdenkmals entsprechend des Eintrags in der sächsischen Denkmaldatenbank, ggf. ergänzt durch die dort nur selten veröffentlichten Erfassungstexte oder zusätzliche Informationen
- ID: Vom Landesamt für Denkmalpflege Sachsen vergebene, das Kulturdenkmal eindeutig identifizierende Objekt-Nummer. Der Link führt zum PDF-Denkmaldokument des Landesamtes für Denkmalpflege Sachsen. Bei ehemaligen Kulturdenkmalen können die Objektnummern unbekannt sein und deshalb fehlen bzw. die Links von aus der Datenbank entfernten Objektnummern ins Leere führen. Ein ggf. vorhandenes Icon  führt zu den Angaben des Kulturdenkmals bei Wikidata.

## Ausführliche Denkmaltexte
1. ↑  Küchwaldpark:

Ab 1898 wurde der seit 1541 urkundlich belegte und noch bis zum Ende des 18. Jahrhunderts bis an das Schlossgelände heranreichende Nutzwald des Benediktinerklosters auf Grundlage eines Entwurfs von Garteninspektor Otto Werner in einen Waldpark mit Festwiese umgestaltet. Mit dem Waldpark entstand eine Anlage mit vorwiegend heimischem Baumbestand in wechselnder Zusammensetzung, vielfach aufgelockert durch Lichtungen und breite Wege. Der Küchwaldring mit seiner vierreihigen Lindenallee umschließt den Park. 1909 eröffnete die Küchwaldschänke am nordwestlichen Ende des Festplatzes. Ein Bombentreffer zerstörte 1945 das beliebte Ausflugslokal. In den 1920er Jahren entstand in zentraler Lage eine Tennisanlage mit Clubhaus. Der 1928 im Stil der neuen Sachlichkeit errichtete flache, eingeschossige Bau mit vorgelagerter Loggia mit schlichten Holzstützen und Balustrade sowie seitlich höher aufragenden Risalitbauten besitzt im Inneren einen zentralen Saal, in dem sich die Vereinsmitglieder zusammenfinden können. Am östlichen Küchwaldring liegt das ehemalige Gelände eines Arbeitersportvereins mit dem ebenfalls in den 1920er Jahren errichteten und 1951 sanierten Vereinsheim im traditionellen Stil. Es handelt sich um einen längsrechteckigen, eingeschossigen horizontal bretterverschalten Bau mit Walmdach.

Erhalten sind weiterhin Reste der ursprünglichen Sportplätze und Umkleidegebäude der 1920er Jahre. Später wurde das Areal als „Station Junger Touristen“ und heute als Schullandheim genutzt. Zwischen 1956 und 1963 entstand am stadtfernen Ende eine von dem Architekten Roland Hühnerfürst entworfene Freilichtbühne mit Bühnengebäude in freiwilligen Arbeitsstunden durch Chemnitzer Bürger. Mit der vorgelagerten, großangelegten ovalen Festwiese mit Alleenring bildet die Bühnenanlage das Zentrum des Waldparks. Die nördlich der Bühnenbauten liegende, halbrund an den abfallenden Hang eingepasste Freilichtbühne mit Traversenanlage, Orchestergraben und Bühne wurde bereits 1960 anlässlich der 2. Arbeiterfestspiele der DDR, die im damaligen Karl-Marx-Stadt stattfanden, feierlich eröffnet. Sie bietet bis zu 4500 Besuchern Platz für Theater, Kino oder Konzerte. 1963 wurden die Bühnengebäude mit mehrgeschossigem Natursteinunterbau und durchfenstertem Obergeschoss fertiggestellt. An den westlichen Baukörper wurde ein sich verjüngender markanter Turm mit filigraner Bekrönung angefügt, der an der Rückseite elegant geschwungene Balkonbrüstungen besitzt. Bei den Bühnengebäuden handelt sich um eine Architektur, die sowohl dem Stil der nationalen Bautradition verhaftet ist – hierfür steht vor allem die Ausführung des Turms mit Bekrönung – als auch den Übergang zur Moderne mit versachlichtem Baukörper, Fensterband und Flachdach verdeutlicht. Die aus unterschiedlichen Bauzeiten genannten Gebäude besitzen aufgrund ihrer Architektur und Funktion baugeschichtliche und sozialgeschichtliche Bedeutung. Aus der DDR-Zeit stammen ferner die 1954 im Waldpark angelegte Pioniereisenbahn (seit 1990  Parkeisenbahn) mit 2,3 km Länge und einer Spurweite von 600 mm sowie ein seit 1979 als „Kosmonautenzentrum Siegmund Jähn“ bezeichnetes Gebäude mit einem 36 Meter hohen Raketenmodell für Raumflugsimulation aus dem Jahr 1964. Der Küchwaldpark ist aus sozialgeschichtlichen und landschaftsgestalterischen Gründen von Bedeutung. Seine Existenz zeugt von einer gartenkünstlerischen Strömung der Wende vom 19. zum 20. Jahrhundert, zum anderen von den sozialreformerischen und stadthygienischen Bemühungen des 19. Jahrhunderts im Allgemeinen und der Stadt Chemnitz im Besonderen. Bei der Anlage von Waldparks stand die wirtschaftliche Nutzung des Waldes hinter der Erholungsfunktion zurück. Die Bewirtschaftung der Waldbestände erfolgte nach ästhetischen Prinzipien. Teile des Waldes wurden nach gartenkünstlerischen Aspekten parkartig gestaltet, andere nach pragmatischen Gesichtspunkten für die Erholungsnutzung erschlossen. Als Werk von Garteninspektor Otto Werner ist er darüber hinaus auch von großer gartenkünstlerischer Relevanz. Die Einbauten aus der Zeit nach 1945 sind Teil der Umgestaltung des Küchwaldparks in einen Kultur- und Naherholungspark, die 1952 durch die Stadtverordnetenversammlung von Chemnitz beschlossen wurde. Damit sollte ein Beitrag zur Volksbildung und gleichzeitig zur Erholung in gesunder und ruhiger Umgebung geleistet werden. Damit steht er außerdem für einen Parktyp, der als Symbol für den sozialistischen Neuanfang in der DDR stand. Er sollte das allgemeine kulturelle Niveau und die Kraft der Gesellschaft verkörpern. Damit ist der Küchwaldpark auch gartengeschichtlich und kulturgeschichtlich bedeutsam.
2. ↑  Küchwaldstraße 10:

Das Einfamilienhaus wurde 1936 durch den Chemnitzer Architekten Curt Am Ende (1898–1970) am südöstlichen Rand des Küchwaldparks im Ortsteil Schloßchemnitz für den Fabrikbesitzer Julius Wolf erbaut. Es ist Teil eines durchgrünten Quartiers in offener Bebauung, das offenbar ab den 1920er Jahren erschlossen wurde. Bei dem über einem Natursteinsockel errichteten zweigeschossigen Baukörper, das von einem hohen, mit Schiefer gedeckten Walmdach abgeschlossen wird, handelt es sich um ein klassisches, traditionell gestaltetes Wohnhaus der 1930er Jahre. Es zeigt einen für die damalige Zeit typischen längsrechteckigen Baukörper mit Lochfassade und westlichem, separaten Eingangsbereich. Sowohl straßenseitig, als auch an der Rückseite zum Garten hin besitzt das Wohnhaus einen Standerker, der im Obergeschoss als überdachter Balkon ausgebildet ist. Darüber hinaus finden sich eine Vielzahl von einfachen, aber zugleich dekorativen Elementen, wie sie für die Architektur nach 1933 üblich waren, z. B. Holzfenster mit Farbglasmotiven, schmiedeeiserne Arbeiten wie Fenster- und Türgitter, Geländer und Fußabstreifer. Bemerkenswert ist die nahezu vollständig erhaltene bauzeitliche Innenausstattung. Das Wohnhaus umgibt ein zeitgleich angelegter Garten. Von der südwestlichen Grundstücksecke aus verläuft die Wegeführung des Gartens um das Haus herum. Die auf der Gebäuderückseite angelegte Wiesenfläche wird von hohen Laub- und Nadelbäumen wie Eichen, Buchen und Eiben gesäumt. Entlang der südöstlichen Grundstücksgrenze begleiten Rhododendren den aus polygonalen Natursteinplatten bestehenden Weg. Auch die Garage im hinteren Teil des Gartens und die straßenseitig verlaufende Einfriedung entsprechen der bauzeitlichen Planung. Letztere besteht aus drei kräftigen Natursteinpfeilern (Torzufahrt und Personenpforte) sowie einfachen Holzlatten. Bekannt ist der oben erwähnte Architekt Curt Am Ende vor allem für das Gebäude der Allgemeinen Ortskrankenkasse, einem Hauptwerk des Neuen Bauens in Chemnitz. In seinem Gesamtschaffen stellt es allerdings eine Ausnahme dar. Bei seinen vielen Wohnbauten, so auch der in den 1920er Jahren nach Hermann von Wissmann benannte Wohnhof oder der von 1928–1929 errichtete Robert-Straube-Hof, ist er stärker dem Heimatstil verhaftet. Das Wohnhaus Küchwaldstraße 10 besitzt zusammen mit Garten, Einfriedung und Garage eine der Bauaufgabe gemäße und qualitätvolle architektonische Gestaltung, die auch für die stilistische Haltung der ersten Hälfte der 1930er Jahre – zwischen Moderne und Heimatstil – typisch ist. Neben der baugeschichtlichen Bedeutung für das Wohnhaus ist dem Garten eine gartengeschichtliche Bedeutung zuzuschreiben.
3. ↑  Mietshaus Leipziger Straße 111:

Einziger Putzbau im Straßenzug, der sich von der Nachbarbebauung durch seine Fassadengestaltung unterscheidet. Es ist anzunehmen, dass dieses Mietshaus einige Jahre später als die aus Klinkerbauten bestehende Nachbarbebauung erbaut wurde. Viergeschossiger Putzbau mit dreigeschossigem Erker über polygonalem Grundriss. Mit diesem verbunden Balkone. Die Fassade wird geprägt durch Fensteröffnungen in verschiedenen Größen und Formaten in unregelmäßiger Anordnung. Die Hausmitte wird durch den Erker und einen breiten Frontgiebel betont. Unter dem Erker befindet sich der Hauseingang, seitlich eine Toreinfahrt. Im Inneren guter Originalzustand: Terrazzofußböden im Treppenhaus, Eisentreppengeländer mit Holzhandlauf, im ersten Obergeschoss zwei Wohnungen, in den oberen Etagen jeweils drei Wohnungen, Wohnungs- und Zimmertüren original erhalten, im ersten Obergeschoss originale Stuckdecken.

Das Gebäude ist Teil einer um 1900 entstandenen Mietshausbebauung an einer der wichtigsten Einfallstraßen der Stadt. Neben diesen Bauten prägten auch eine Reihe älterer zwei- bis dreigeschossiger Putzbauten im unteren Bereich die Leipziger Straße. Diese Putzbauten wurden nach 1990 auf Grund ihres schlechten Bauzustandes abgebrochen und durch Neubauten ersetzt, die in ihrer Gestaltung weder auf die Putzbauten noch auf die um 1900 gebauten repräsentativen Mietshäuser Bezug nahmen. Dieser Prozess hatte schon vor 1990 eingesetzt. Einzig die Reihe Mietshäuser nahe der Einmündung der Bergstraße blieben original und zumeist geschlossen erhalten. Sie sind somit die einzigen original erhaltenen Zeugen der historischen Bebauung dieses Straßenzuges und erlangen somit eine große stadtentwicklungsgeschichtliche sowie städtebauliche Bedeutung. Das Mietshaus Leipziger Straße 111 erlangt auch eine baugeschichtliche Bedeutung insbesondere durch die sehr gut erhaltene Innenausstattung.